# VVV-Venlo in het seizoen 2014/15
Dit artikel geeft een overzicht van VVV-Venlo in het seizoen 2014/2015.

## Selectie 2014 - 2015
| Nr. | Positie | Speler              |
| --- | ------- | ------------------- |
| 1   | DM      | Alex Tabakis        |
| 1   | DM      | Danny Wintjens      |
| 2   | V       | Guus Joppen         |
| 3   | V       | Jerold Promes       |
| 4   | V       | Pim Balkestein      |
| 5   | V       | Niels Fleuren       |
| 6   | V       | Vitālijs Maksimenko |
| 7   | A       | Aziz Khalouta       |
| 8   | M       | Danny Post          |
| 9   | A       | Melvin Platje       |
| 9   | A       | Uche Nwofor         |
| 10  | M       | Gianluca Nijholt    |
| 10  | M       | Yuki Otsu           |
| 11  | A       | Randy Wolters       |
| 12  | DM      | Niki Mäenpää        |
| 14  | M       | Selman Sevinç       |
| 15  | V       | Joeri Schroijen     |
| 17  | M       | Quin Kruijsen       |
| 18  | M       | Dyon Gijzen         |
| 19  | V       | Harry Ascroft       |
| 20  | A       | Bas Hendriks        |
| 21  | V       | Dylan Donkers       |
| 22  | DM      | Eric Verstappen     |
| 23  | M       | Ramon Voorn         |
| 23  | A       | Travis Cooper       |
| 24  | A       | Medy Elito          |
| 25  | V       | Jeffrey Altheer     |
| 26  | A       | Vito van Crooij     |
| 27  | A       | Shaquille Simmons   |
| 28  | V       | Beau Vilters        |
| 38  | V       | Robin Buwalda       |

### Aangetrokken spelers
- Robin Buwalda gehuurd van ADO Den Haag
- Medy Elito van Dagenham & Redbridge
- Aziz Khalouta van Fortuna Sittard
- Vitālijs Maksimenko gehuurd van Brighton
- Uche Nwofor was verhuurd aan sc Heerenveen
- Melvin Platje van Neftçi Bakoe
- Beau Vilters eigen jeugd
- Gianluca Nijholt van Amkar Perm, in de loop van het seizoen
- Ramon Voorn van Fortuna Sittard gehuurd, in de loop van het seizoen
- Alex Tabakis van Panathinaikos FC gehuurd, in de loop van het seizoen

### Uitgaande spelers
- Maiky Fecunda terug naar Helmond Sport
- Aron Gielen naar Patro Eisden Maasmechelen
- Colin van Gool, terug naar Helmond Sport
- Roy Heesen naar onbekend
- Leon de Kogel, was gehuurd van FC Utrecht
- Uche Nwofor naar K. Lierse SK
- Prince Rajcomar naar BEC Tero Sasana FC
- Jules Reimerink naar Go Ahead Eagles
- Stan Respen naar SV Deurne
- Oğuzhan Türk naar Gaziantepspor
- Daan Verlijsdonk naar RKSV Wittenhorst
- Yuki Otsu naar Kashiwa Reysol, in de loop van het seizoen
- Harry Ascroft contract ontbonden, in de loop van het seizoen
- Travis Cooper naar Newcastle Jets FC, in de loop van het seizoen
- Joeri Schroijen naar Fortuna Sittard, in de loop van het seizoen
- Danny Wintjens verhuurd aan PSV, in de loop van het seizoen

## Wedstrijden

### Eerste Divisie
Speelronde 1:
| vrijdag 8 augustus 2014, 20:00                                                    | VVV-Venlo  | 1-0 (1-0) | Jong FC Twente | Opstelling VVV-Venlo | Opstelling Jong FC Twente |  |
| Stadion: Stadion De Koel, Venlo Toeschouwers: 3.400 Arbiter: Gerritsen            | Gijzen 20' |           |                | Mäenpää , Donkers 46' ( Joppen), Promes 44', Balkestein, Fleuren, Gijzen, Altheer 38', Kruijsen, Khalouta 40' ( Elito), Nwofor 74' ( Post), Wolters RESERVEBANK: Wintjens, Sevinç, Schroijen, Van Crooij | Bednarek, Bleker 63', Bijen , Yahaya 48' 64' ( Ntuli), Kwee, Tanda, Daniels, Van der Heyden, Zschusschen, Oosterwijk, Schütte RESERVEBANK: Verrips, Schwering, De Wit, Swieter |  |
| Stadion: Stadion De Koel, Venlo Toeschouwers: 3.400 Arbiter: Gerritsen            |            |           |                | Mäenpää , Donkers 46' ( Joppen), Promes 44', Balkestein, Fleuren, Gijzen, Altheer 38', Kruijsen, Khalouta 40' ( Elito), Nwofor 74' ( Post), Wolters RESERVEBANK: Wintjens, Sevinç, Schroijen, Van Crooij | Bednarek, Bleker 63', Bijen , Yahaya 48' 64' ( Ntuli), Kwee, Tanda, Daniels, Van der Heyden, Zschusschen, Oosterwijk, Schütte RESERVEBANK: Verrips, Schwering, De Wit, Swieter |  |
| Stadion: Stadion De Koel, Venlo Toeschouwers: 3.400 Arbiter: Gerritsen            |            |           |                | Mäenpää , Donkers 46' ( Joppen), Promes 44', Balkestein, Fleuren, Gijzen, Altheer 38', Kruijsen, Khalouta 40' ( Elito), Nwofor 74' ( Post), Wolters RESERVEBANK: Wintjens, Sevinç, Schroijen, Van Crooij | Bednarek, Bleker 63', Bijen , Yahaya 48' 64' ( Ntuli), Kwee, Tanda, Daniels, Van der Heyden, Zschusschen, Oosterwijk, Schütte RESERVEBANK: Verrips, Schwering, De Wit, Swieter |  |
| Bijz.: Eerste seizoensoverwinning. Competitiedebuut Khalouta en Elito namens VVV. |            |           |                | | |  |

Speelronde 2:
| vrijdag 15 augustus 2014, 20:00                                                   | FC Den Bosch                           | 2-0 (0-0) | VVV-Venlo | Opstelling FC Den Bosch | Opstelling VVV-Venlo |  |
| Stadion: Stadion De Vliert, 's-Hertogenbosch Toeschouwers: 3.578 Arbiter: Sanders | Maguire 58' (pen.) Ceria 68' Ceria 84' |           |           | Appels, Rutten, Boddaert, Hofstede, Van Huijgevoort, Maguire, Lurling , Van den Broek, Ceria 90' ( Van der Sande), Quekel 64' ( Thomassen), Kabran 74' ( Belterman) RESERVEBANK: Heemskerk, Penna, Tahapary, Statie | Mäenpää, Schroijen 46' ( Post 90'), Joppen , Balkestein, Fleuren, Gijzen, Altheer 59', Kruijsen, Elito 53' 81' ( Van Crooij), Nwofor 46' ( Khalouta), Wolters RESERVEBANK: Wintjens, Sevinç, Ascroft, Donkers |  |
| Stadion: Stadion De Vliert, 's-Hertogenbosch Toeschouwers: 3.578 Arbiter: Sanders |                                        |           |           | Appels, Rutten, Boddaert, Hofstede, Van Huijgevoort, Maguire, Lurling , Van den Broek, Ceria 90' ( Van der Sande), Quekel 64' ( Thomassen), Kabran 74' ( Belterman) RESERVEBANK: Heemskerk, Penna, Tahapary, Statie | Mäenpää, Schroijen 46' ( Post 90'), Joppen , Balkestein, Fleuren, Gijzen, Altheer 59', Kruijsen, Elito 53' 81' ( Van Crooij), Nwofor 46' ( Khalouta), Wolters RESERVEBANK: Wintjens, Sevinç, Ascroft, Donkers |  |
| Stadion: Stadion De Vliert, 's-Hertogenbosch Toeschouwers: 3.578 Arbiter: Sanders |                                        |           |           | Appels, Rutten, Boddaert, Hofstede, Van Huijgevoort, Maguire, Lurling , Van den Broek, Ceria 90' ( Van der Sande), Quekel 64' ( Thomassen), Kabran 74' ( Belterman) RESERVEBANK: Heemskerk, Penna, Tahapary, Statie | Mäenpää, Schroijen 46' ( Post 90'), Joppen , Balkestein, Fleuren, Gijzen, Altheer 59', Kruijsen, Elito 53' 81' ( Van Crooij), Nwofor 46' ( Khalouta), Wolters RESERVEBANK: Wintjens, Sevinç, Ascroft, Donkers |  |
| Bijz.: Promes geschorst (1e wedstrijd) na rode kaart. Eerste seizoensnederlaag.   |                                        |           |           | | |  |

Speelronde 3:
| vrijdag 22 augustus 2014, 20:00                                     | VVV-Venlo    | 1-0 (1-0) | De Graafschap | Opstelling VVV-Venlo | Opstelling De Graafschap |  |
| Stadion: Stadion De Koel, Venlo Toeschouwers: 4.100 Arbiter: Mulder | Khalouta 22' |           |               | Mäenpää, Schroijen, Joppen, Balkestein, Fleuren, Gijzen 36', Post 74' ( Sevinç), Kruijsen, Otsu 62' ( Van Crooij), Khalouta, Wolters 89' ( Elito) RESERVEBANK: Wintjens, Nwofor, Ascroft, Donkers | Heusinkveld, Cavlan, Van de Pavert, Pröpper 16', Will 76', Tarfi 69' ( Van Ewijk), Linssen 82' ( Echcharaf), Lazić, Koolhof, Vida 77' ( Hulst), Vermeij RESERVEBANK: Van de Kracht, Lammers, Çiçek, Menting |  |
| Stadion: Stadion De Koel, Venlo Toeschouwers: 4.100 Arbiter: Mulder |              |           |               | Mäenpää, Schroijen, Joppen, Balkestein, Fleuren, Gijzen 36', Post 74' ( Sevinç), Kruijsen, Otsu 62' ( Van Crooij), Khalouta, Wolters 89' ( Elito) RESERVEBANK: Wintjens, Nwofor, Ascroft, Donkers | Heusinkveld, Cavlan, Van de Pavert, Pröpper 16', Will 76', Tarfi 69' ( Van Ewijk), Linssen 82' ( Echcharaf), Lazić, Koolhof, Vida 77' ( Hulst), Vermeij RESERVEBANK: Van de Kracht, Lammers, Çiçek, Menting |  |
| Stadion: Stadion De Koel, Venlo Toeschouwers: 4.100 Arbiter: Mulder |              |           |               | Mäenpää, Schroijen, Joppen, Balkestein, Fleuren, Gijzen 36', Post 74' ( Sevinç), Kruijsen, Otsu 62' ( Van Crooij), Khalouta, Wolters 89' ( Elito) RESERVEBANK: Wintjens, Nwofor, Ascroft, Donkers | Heusinkveld, Cavlan, Van de Pavert, Pröpper 16', Will 76', Tarfi 69' ( Van Ewijk), Linssen 82' ( Echcharaf), Lazić, Koolhof, Vida 77' ( Hulst), Vermeij RESERVEBANK: Van de Kracht, Lammers, Çiçek, Menting |  |
| Bijz.: Promes geschorst (2e wedstrijd) na rode kaart                |              |           |               | | |  |

Speelronde 4:
| maandag 25 augustus 2014, 20:00 | FC Oss                 | 2-3 (0-0) | VVV-Venlo                            | Opstelling FC Oss | Opstelling VVV-Venlo |  |
| Stadion: Frans Heesen Stadion, Oss Toeschouwers: 1.028 Arbiter: Berben                                                                         | Opoku 72' Van Veen 83' |           | 55' Otsu 67' Balkestein 90' Khalouta | Hengelman, Jansen, Piqué 43', Stuy van den Herik, Kok, Van den Ouweland , Janssen, Kamaçi 61' ( Opoku), Falkenstein 69' ( Mathieu), Van Veen, Bakx RESERVEBANK: Koopmans, Ket, Van der Sluys, Monteiro, Memiç | Mäenpää, Joppen, Promes 22', Balkestein 35', Fleuren, Post 88' ( Gijzen), Kruijsen 33', Schroijen 73' ( Altheer), Otsu 58' ( Elito), Khalouta, Wolters RESERVEBANK: Wintjens, Nwofor, Sevinç, Van Crooij |  |
| Stadion: Frans Heesen Stadion, Oss Toeschouwers: 1.028 Arbiter: Berben                                                                         |                        |           |                                      | Hengelman, Jansen, Piqué 43', Stuy van den Herik, Kok, Van den Ouweland , Janssen, Kamaçi 61' ( Opoku), Falkenstein 69' ( Mathieu), Van Veen, Bakx RESERVEBANK: Koopmans, Ket, Van der Sluys, Monteiro, Memiç | Mäenpää, Joppen, Promes 22', Balkestein 35', Fleuren, Post 88' ( Gijzen), Kruijsen 33', Schroijen 73' ( Altheer), Otsu 58' ( Elito), Khalouta, Wolters RESERVEBANK: Wintjens, Nwofor, Sevinç, Van Crooij |  |
| Stadion: Frans Heesen Stadion, Oss Toeschouwers: 1.028 Arbiter: Berben                                                                         |                        |           |                                      | Hengelman, Jansen, Piqué 43', Stuy van den Herik, Kok, Van den Ouweland , Janssen, Kamaçi 61' ( Opoku), Falkenstein 69' ( Mathieu), Van Veen, Bakx RESERVEBANK: Koopmans, Ket, Van der Sluys, Monteiro, Memiç | Mäenpää, Joppen, Promes 22', Balkestein 35', Fleuren, Post 88' ( Gijzen), Kruijsen 33', Schroijen 73' ( Altheer), Otsu 58' ( Elito), Khalouta, Wolters RESERVEBANK: Wintjens, Nwofor, Sevinç, Van Crooij |  |
| Bijz.: Eerste uitzege van het seizoen. Khalouta scoort het 3500e VVV-doelpunt in officiële wedstrijden sinds de start van het betaald voetbal. |                        |           |                                      | | |  |

Speelronde 5:
| vrijdag 29 augustus 2014, 20:00                                                                     | VVV-Venlo | 1-4 (1-2) | FC Emmen                                                   | Opstelling VVV-Venlo | Opstelling FC Emmen |  |
| Stadion: Stadion De Koel, Venlo Toeschouwers: 4.058 Arbiter: Lindhout                               | Post 21'  |           | 4' Bannink (pen.) 41' Olijve 79' Peters 90' Altheer (e.d.) | Mäenpää 4', Joppen 50', Promes 54', Balkestein, Fleuren, Altheer, Post , Kruijsen, Otsu 4' ( Wintjens 54'), Khalouta, Wolters 68' 85' ( Nwofor) RESERVEBANK: Sevinç, Schroijen, Gijzen, Elito, Van Crooij | Meerits, Bakkati, Luis Pedro, Seip 32', Jallo 52' ( Almeida), Olijve, Bannink, Rozema , Resida 75' ( Deul), Bergkamp, Peters 81' ( Laghmouchi) RESERVEBANK: Van der Lei, Siekman, Mannes, De Groot |  |
| Stadion: Stadion De Koel, Venlo Toeschouwers: 4.058 Arbiter: Lindhout                               |           |           |                                                            | Mäenpää 4', Joppen 50', Promes 54', Balkestein, Fleuren, Altheer, Post , Kruijsen, Otsu 4' ( Wintjens 54'), Khalouta, Wolters 68' 85' ( Nwofor) RESERVEBANK: Sevinç, Schroijen, Gijzen, Elito, Van Crooij | Meerits, Bakkati, Luis Pedro, Seip 32', Jallo 52' ( Almeida), Olijve, Bannink, Rozema , Resida 75' ( Deul), Bergkamp, Peters 81' ( Laghmouchi) RESERVEBANK: Van der Lei, Siekman, Mannes, De Groot |  |
| Stadion: Stadion De Koel, Venlo Toeschouwers: 4.058 Arbiter: Lindhout                               |           |           |                                                            | Mäenpää 4', Joppen 50', Promes 54', Balkestein, Fleuren, Altheer, Post , Kruijsen, Otsu 4' ( Wintjens 54'), Khalouta, Wolters 68' 85' ( Nwofor) RESERVEBANK: Sevinç, Schroijen, Gijzen, Elito, Van Crooij | Meerits, Bakkati, Luis Pedro, Seip 32', Jallo 52' ( Almeida), Olijve, Bannink, Rozema , Resida 75' ( Deul), Bergkamp, Peters 81' ( Laghmouchi) RESERVEBANK: Van der Lei, Siekman, Mannes, De Groot |  |
| Bijz.: Eerste thuisnederlaag VVV dit seizoen. 100e competitiewedstrijd Post in het betaald voetbal. |           |           |                                                            | | |  |

Speelronde 6:
| vrijdag 12 september 2014, 20:00 | MVV | 0-0 (0-0) | VVV-Venlo | Opstelling MVV | Opstelling VVV-Venlo |  |
| Stadion: De Geusselt, Maastricht Toeschouwers: 4.484 Arbiter: Van de Graaf                                                                                       |     |           |           | Coppens, Moustafa, Kuipers, Knops , Ospitalieri, Smeets, Vorthoren, Peeters 38', Brouwers 27' ( Braken), Veldmate 81' ( Vink), Croux RESERVEBANK: Verhulst, Maatsen, Hikspoors, Alessandro, Wijnen | Wintjens, Joppen, Buwalda, Balkestein, Fleuren, Post , Altheer 74', 82', Otsu 59' ( Kruijsen), Platje 87' ( Maksimenko), Khalouta, Wolters 73' ( Elito) RESERVEBANK: Verstappen, Schroijen, Gijzen, Van Crooij |  |
| Stadion: De Geusselt, Maastricht Toeschouwers: 4.484 Arbiter: Van de Graaf                                                                                       |     |           |           | Coppens, Moustafa, Kuipers, Knops , Ospitalieri, Smeets, Vorthoren, Peeters 38', Brouwers 27' ( Braken), Veldmate 81' ( Vink), Croux RESERVEBANK: Verhulst, Maatsen, Hikspoors, Alessandro, Wijnen | Wintjens, Joppen, Buwalda, Balkestein, Fleuren, Post , Altheer 74', 82', Otsu 59' ( Kruijsen), Platje 87' ( Maksimenko), Khalouta, Wolters 73' ( Elito) RESERVEBANK: Verstappen, Schroijen, Gijzen, Van Crooij |  |
| Stadion: De Geusselt, Maastricht Toeschouwers: 4.484 Arbiter: Van de Graaf                                                                                       |     |           |           | Coppens, Moustafa, Kuipers, Knops , Ospitalieri, Smeets, Vorthoren, Peeters 38', Brouwers 27' ( Braken), Veldmate 81' ( Vink), Croux RESERVEBANK: Verhulst, Maatsen, Hikspoors, Alessandro, Wijnen | Wintjens, Joppen, Buwalda, Balkestein, Fleuren, Post , Altheer 74', 82', Otsu 59' ( Kruijsen), Platje 87' ( Maksimenko), Khalouta, Wolters 73' ( Elito) RESERVEBANK: Verstappen, Schroijen, Gijzen, Van Crooij |  |
| Bijz.: Promes geschorst (1e wedstrijd) na rode kaart, Mäenpää geschorst (1e wedstrijd) na rode kaart. Competitiedebuut Buwalda, Platje en Maksimenko namens VVV. |     |           |           | | |  |

Speelronde 7:
| vrijdag 19 september 2014, 20:00 | VVV-Venlo                      | 3-2 (2-0) | Almere City FC                 | Opstelling VVV-Venlo | Opstelling Almere City FC |  |
| Stadion: Stadion De Koel, Venlo Toeschouwers: 4.150 Arbiter: Manschot                                                                  | Platje 29' Post 36' Platje 60' |           | 54' Janssen (pen.) 90' Janssen | Wintjens, Joppen 44', Buwalda, Maksimenko, Fleuren, Post 46' ( Sevinç), Kruijsen 54', Gijzen 90' ( Balkestein), Khalouta, Platje, Wolters 85' ( Elito) RESERVEBANK: Verstappen, Otsu, Schroijen, Van Crooij | Van Duin, Bouma, Toet 79' ( Kip), Keller 73', Salasiwa, Sneijder, Quasten, Mamedov 69' ( Dissels), Serrarens 48', De Kogel, Janssen RESERVEBANK: Etemadi, Nieuwpoort, Receveur, Ahannach, Busse |  |
| Stadion: Stadion De Koel, Venlo Toeschouwers: 4.150 Arbiter: Manschot                                                                  |                                |           |                                | Wintjens, Joppen 44', Buwalda, Maksimenko, Fleuren, Post 46' ( Sevinç), Kruijsen 54', Gijzen 90' ( Balkestein), Khalouta, Platje, Wolters 85' ( Elito) RESERVEBANK: Verstappen, Otsu, Schroijen, Van Crooij | Van Duin, Bouma, Toet 79' ( Kip), Keller 73', Salasiwa, Sneijder, Quasten, Mamedov 69' ( Dissels), Serrarens 48', De Kogel, Janssen RESERVEBANK: Etemadi, Nieuwpoort, Receveur, Ahannach, Busse |  |
| Stadion: Stadion De Koel, Venlo Toeschouwers: 4.150 Arbiter: Manschot                                                                  |                                |           |                                | Wintjens, Joppen 44', Buwalda, Maksimenko, Fleuren, Post 46' ( Sevinç), Kruijsen 54', Gijzen 90' ( Balkestein), Khalouta, Platje, Wolters 85' ( Elito) RESERVEBANK: Verstappen, Otsu, Schroijen, Van Crooij | Van Duin, Bouma, Toet 79' ( Kip), Keller 73', Salasiwa, Sneijder, Quasten, Mamedov 69' ( Dissels), Serrarens 48', De Kogel, Janssen RESERVEBANK: Etemadi, Nieuwpoort, Receveur, Ahannach, Busse |  |
| Bijz.: Promes geschorst (2e wedstrijd) na rode kaart, Mäenpää geschorst (2e wedstrijd) na rode kaart, Altheer geschorst na rode kaart. |                                |           |                                | | |  |

Speelronde 8:
| vrijdag 26 september 2014, 20:00                                                        | FC Eindhoven     | 1-0 (1-0) | VVV-Venlo | Opstelling FC Eindhoven | Opstelling VVV-Venlo |  |
| Stadion: Jan Louwers Stadion, Eindhoven Toeschouwers: 2.774 Arbiter: Verboomen (België) | Van den Hurk 28' |           |           | Muyters , Durwael, Nieveld, N'Toko 10', Gunst, Bourdouxhe 89' ( De Wilde), Deschilder, Van den Boomen, Van Hout 78' ( Hunte), Van den Hurk 75' ( Boere), Sleegers RESERVEBANK: Kramer, Karg, Swinnen, Van der Ven | Mäenpää , Schroijen 83' ( Donkers), Buwalda, Balkestein 61' ( Van Crooij), Fleuren, Altheer, Kruijsen, Sevinç, Khalouta, Platje, Wolters 75' ( Otsu) RESERVEBANK: Wintjens, Gijzen, Ascroft, Elito |  |
| Stadion: Jan Louwers Stadion, Eindhoven Toeschouwers: 2.774 Arbiter: Verboomen (België) |                  |           |           | Muyters , Durwael, Nieveld, N'Toko 10', Gunst, Bourdouxhe 89' ( De Wilde), Deschilder, Van den Boomen, Van Hout 78' ( Hunte), Van den Hurk 75' ( Boere), Sleegers RESERVEBANK: Kramer, Karg, Swinnen, Van der Ven | Mäenpää , Schroijen 83' ( Donkers), Buwalda, Balkestein 61' ( Van Crooij), Fleuren, Altheer, Kruijsen, Sevinç, Khalouta, Platje, Wolters 75' ( Otsu) RESERVEBANK: Wintjens, Gijzen, Ascroft, Elito |  |
| Stadion: Jan Louwers Stadion, Eindhoven Toeschouwers: 2.774 Arbiter: Verboomen (België) |                  |           |           | Muyters , Durwael, Nieveld, N'Toko 10', Gunst, Bourdouxhe 89' ( De Wilde), Deschilder, Van den Boomen, Van Hout 78' ( Hunte), Van den Hurk 75' ( Boere), Sleegers RESERVEBANK: Kramer, Karg, Swinnen, Van der Ven | Mäenpää , Schroijen 83' ( Donkers), Buwalda, Balkestein 61' ( Van Crooij), Fleuren, Altheer, Kruijsen, Sevinç, Khalouta, Platje, Wolters 75' ( Otsu) RESERVEBANK: Wintjens, Gijzen, Ascroft, Elito |  |
| Bijz.: Promes geschorst (3e wedstrijd) na rode kaart.                                   |                  |           |           | | |  |

Speelronde 9:
| vrijdag 3 oktober 2014, 20:00                                                  | VVV-Venlo              | 2-1 (2-0) | Helmond Sport | Opstelling VVV-Venlo | Opstelling Helmond Sport |  |
| Stadion: Stadion De Koel, Venlo Toeschouwers: 4.100 Arbiter: Bax               | Platje 22' Altheer 38' |           | 67' Tuijp     | Mäenpää, Joppen , Buwalda, Promes, Fleuren, Altheer, Post 75' ( Sevinç 86'), Van Crooij 80' 88' ( Kruijsen), Khalouta, Platje, Wolters 90' ( Balkestein) RESERVEBANK: Wintjens, Otsu, Schroijen, Elito | Van der Steen, Kazlauskas, De Regt , Van Nuland, Weuts, Visser, Van de Sande 62' ( Koot), Sequeira, Elbers, Diouck 46' ( Tuijp), Hutten 77' RESERVEBANK: Watt, Guijo-Velasco, Gomez Nieto, Van Geffen, Van de Kerkhof |  |
| Stadion: Stadion De Koel, Venlo Toeschouwers: 4.100 Arbiter: Bax               |                        |           |               | Mäenpää, Joppen , Buwalda, Promes, Fleuren, Altheer, Post 75' ( Sevinç 86'), Van Crooij 80' 88' ( Kruijsen), Khalouta, Platje, Wolters 90' ( Balkestein) RESERVEBANK: Wintjens, Otsu, Schroijen, Elito | Van der Steen, Kazlauskas, De Regt , Van Nuland, Weuts, Visser, Van de Sande 62' ( Koot), Sequeira, Elbers, Diouck 46' ( Tuijp), Hutten 77' RESERVEBANK: Watt, Guijo-Velasco, Gomez Nieto, Van Geffen, Van de Kerkhof |  |
| Stadion: Stadion De Koel, Venlo Toeschouwers: 4.100 Arbiter: Bax               |                        |           |               | Mäenpää, Joppen , Buwalda, Promes, Fleuren, Altheer, Post 75' ( Sevinç 86'), Van Crooij 80' 88' ( Kruijsen), Khalouta, Platje, Wolters 90' ( Balkestein) RESERVEBANK: Wintjens, Otsu, Schroijen, Elito | Van der Steen, Kazlauskas, De Regt , Van Nuland, Weuts, Visser, Van de Sande 62' ( Koot), Sequeira, Elbers, Diouck 46' ( Tuijp), Hutten 77' RESERVEBANK: Watt, Guijo-Velasco, Gomez Nieto, Van Geffen, Van de Kerkhof |  |
| Bijz.: In de 25e minuut wordt trainer Maurice Steijn naar de tribune gestuurd. |                        |           |               | | |  |

Speelronde 10:
| zondag 19 oktober 2014, 14:30 | Sparta       | 1-0 (0-0) | VVV-Venlo | Opstelling Sparta | Opstelling VVV-Venlo |  |
| Stadion: Het Kasteel, Rotterdam Toeschouwers: 6.361 Arbiter: Mulder                                                                                  | Mahmudov 69' |           |           | Kortsmit 86', Van Buuren, Breedijk 21', 48', Breuer 26', 83', Teijsse, Nieuwendaal 33', Verhaar 84' ( Loen), De Nooijer, Voskamp 47' ( Van Boxel), Gladon, Mahmudov 84' ( Ketting) RESERVEBANK: Kieboom, Doğan, Hiwat, Van der Stoep | Mäenpää, Joppen, Promes 70' ( Simmons), Buwalda, Fleuren, Post 30', Altheer 84' ( Balkestein), Van Crooij 56', Khalouta, Platje, Otsu 73' ( Schroijen) RESERVEBANK: Wintjens, Kruijsen, Gijzen, Elito |  |
| Stadion: Het Kasteel, Rotterdam Toeschouwers: 6.361 Arbiter: Mulder                                                                                  |              |           |           | Kortsmit 86', Van Buuren, Breedijk 21', 48', Breuer 26', 83', Teijsse, Nieuwendaal 33', Verhaar 84' ( Loen), De Nooijer, Voskamp 47' ( Van Boxel), Gladon, Mahmudov 84' ( Ketting) RESERVEBANK: Kieboom, Doğan, Hiwat, Van der Stoep | Mäenpää, Joppen, Promes 70' ( Simmons), Buwalda, Fleuren, Post 30', Altheer 84' ( Balkestein), Van Crooij 56', Khalouta, Platje, Otsu 73' ( Schroijen) RESERVEBANK: Wintjens, Kruijsen, Gijzen, Elito |  |
| Stadion: Het Kasteel, Rotterdam Toeschouwers: 6.361 Arbiter: Mulder                                                                                  |              |           |           | Kortsmit 86', Van Buuren, Breedijk 21', 48', Breuer 26', 83', Teijsse, Nieuwendaal 33', Verhaar 84' ( Loen), De Nooijer, Voskamp 47' ( Van Boxel), Gladon, Mahmudov 84' ( Ketting) RESERVEBANK: Kieboom, Doğan, Hiwat, Van der Stoep | Mäenpää, Joppen, Promes 70' ( Simmons), Buwalda, Fleuren, Post 30', Altheer 84' ( Balkestein), Van Crooij 56', Khalouta, Platje, Otsu 73' ( Schroijen) RESERVEBANK: Wintjens, Kruijsen, Gijzen, Elito |  |
| Bijz.: Trainer Steijn geschorst (1e wedstrijd) na veldverwijzing. 300e competitiewedstrijd Fleuren in het betaald voetbal. Competitiedebuut Simmons. |              |           |           | | |  |

Speelronde 11:
| zaterdag 25 oktober 2014, 16:30                                              | VVV-Venlo | 0-0 (0-0) | RKC Waalwijk | Opstelling VVV-Venlo | Opstelling RKC Waalwijk |  |
| Stadion: Stadion De Koel, Venlo Toeschouwers: 6.950 Arbiter: Van den Kerkhof |           |           |              | Mäenpää, Joppen, Buwalda, Promes 80' ( Schroijen), Fleuren, Altheer 58' ( Kruijsen), Post , Van Crooij 90' ( Otsu), Khalouta, Platje, Wolters RESERVEBANK: Wintjens, Balkestein, Elito, Simmons | Van Dijk, Verkoelen, Van Weert, Van Mosselveld , Deckers 42', Van Arnhem 88' ( Anderson, Van Zeelst 81', Jungschläger, Coster, Esajas 72' 83' ( Yıldırım), Fortes 63' ( Valpoort) RESERVEBANK: De Ruiter, Seedorf, Van Beers, Wielinga |  |
| Stadion: Stadion De Koel, Venlo Toeschouwers: 6.950 Arbiter: Van den Kerkhof |           |           |              | Mäenpää, Joppen, Buwalda, Promes 80' ( Schroijen), Fleuren, Altheer 58' ( Kruijsen), Post , Van Crooij 90' ( Otsu), Khalouta, Platje, Wolters RESERVEBANK: Wintjens, Balkestein, Elito, Simmons | Van Dijk, Verkoelen, Van Weert, Van Mosselveld , Deckers 42', Van Arnhem 88' ( Anderson, Van Zeelst 81', Jungschläger, Coster, Esajas 72' 83' ( Yıldırım), Fortes 63' ( Valpoort) RESERVEBANK: De Ruiter, Seedorf, Van Beers, Wielinga |  |
| Stadion: Stadion De Koel, Venlo Toeschouwers: 6.950 Arbiter: Van den Kerkhof |           |           |              | Mäenpää, Joppen, Buwalda, Promes 80' ( Schroijen), Fleuren, Altheer 58' ( Kruijsen), Post , Van Crooij 90' ( Otsu), Khalouta, Platje, Wolters RESERVEBANK: Wintjens, Balkestein, Elito, Simmons | Van Dijk, Verkoelen, Van Weert, Van Mosselveld , Deckers 42', Van Arnhem 88' ( Anderson, Van Zeelst 81', Jungschläger, Coster, Esajas 72' 83' ( Yıldırım), Fortes 63' ( Valpoort) RESERVEBANK: De Ruiter, Seedorf, Van Beers, Wielinga |  |
| Bijz.: Trainer Steijn geschorst (2e wedstrijd) na veldverwijzing.            |           |           |              | | |  |

Speelronde 12:
| maandag 3 november 2014, 20:00                                            | Jong PSV              | 2-2 (0-1) | VVV-Venlo               | Opstelling Jong PSV | Opstelling VVV-Venlo |  |
| Stadion: De Herdgang, Eindhoven Toeschouwers: 555 Arbiter: Van den Heuvel | Noor 62' Boljević 84' |           | 18' Platje 90' Khalouta | N. Bertrams, Hermannsson, Koch 52', De Wijs, Luković 63' ( O. Rommens), Leemans , Schaars 46' ( Tamata 75'), Noor, Rayhi 80' ( Sanoh), Vloet, Boljević RESERVEBANK: J. Bertrams, Heesakkers, Rudović | Wintjens, Joppen, Promes 86' ( Balkestein), Buwalda, Fleuren 77', Post 7', Kruijsen 87' ( Simmons), Otsu 68' ( Khalouta), Van Crooij, Platje, Wolters RESERVEBANK: Verstappen, Gijzen, Donkers, Elito |  |
| Stadion: De Herdgang, Eindhoven Toeschouwers: 555 Arbiter: Van den Heuvel |                       |           |                         | N. Bertrams, Hermannsson, Koch 52', De Wijs, Luković 63' ( O. Rommens), Leemans , Schaars 46' ( Tamata 75'), Noor, Rayhi 80' ( Sanoh), Vloet, Boljević RESERVEBANK: J. Bertrams, Heesakkers, Rudović | Wintjens, Joppen, Promes 86' ( Balkestein), Buwalda, Fleuren 77', Post 7', Kruijsen 87' ( Simmons), Otsu 68' ( Khalouta), Van Crooij, Platje, Wolters RESERVEBANK: Verstappen, Gijzen, Donkers, Elito |  |
| Stadion: De Herdgang, Eindhoven Toeschouwers: 555 Arbiter: Van den Heuvel |                       |           |                         | N. Bertrams, Hermannsson, Koch 52', De Wijs, Luković 63' ( O. Rommens), Leemans , Schaars 46' ( Tamata 75'), Noor, Rayhi 80' ( Sanoh), Vloet, Boljević RESERVEBANK: J. Bertrams, Heesakkers, Rudović | Wintjens, Joppen, Promes 86' ( Balkestein), Buwalda, Fleuren 77', Post 7', Kruijsen 87' ( Simmons), Otsu 68' ( Khalouta), Van Crooij, Platje, Wolters RESERVEBANK: Verstappen, Gijzen, Donkers, Elito |  |
| Bijz.: Eerste competitiewedstrijd ooit door VVV gespeeld op De Herdgang.  |                       |           |                         | | |  |

Speelronde 13:
| zondag 9 november 2014, 14:30                                             | N.E.C.                    | 2-1 (1-0) | VVV-Venlo  | Opstelling N.E.C. | Opstelling VVV-Venlo |  |
| Stadion: Stadion De Goffert, Nijmegen Toeschouwers: 9.000 Arbiter: Higler | Limbombe 32' Limbombe 87' |           | 58' Joppen | Smits, Gravenbeek, Van Eijden , Conboy 50', Leiwakabessy 58' ( Haitz), Daemen, Foor 72' ( Santos), Breinburg 74', Jahanbakhsh 89' ( Çelik), Ars, Limbombe RESERVEBANK: Vanhamel, Disveld, Mert, Diarra | Wintjens 46' ( Mäenpää), Joppen, Promes, Buwalda, Fleuren 55' 89' ( Balkestein), Elito 67' ( Maksimenko), Post 7', Van Crooij 12', 60', Khalouta, Platje 74', Wolters RESERVEBANK: Otsu, Kruijsen, Altheer, Simmons |  |
| Stadion: Stadion De Goffert, Nijmegen Toeschouwers: 9.000 Arbiter: Higler |                           |           |            | Smits, Gravenbeek, Van Eijden , Conboy 50', Leiwakabessy 58' ( Haitz), Daemen, Foor 72' ( Santos), Breinburg 74', Jahanbakhsh 89' ( Çelik), Ars, Limbombe RESERVEBANK: Vanhamel, Disveld, Mert, Diarra | Wintjens 46' ( Mäenpää), Joppen, Promes, Buwalda, Fleuren 55' 89' ( Balkestein), Elito 67' ( Maksimenko), Post 7', Van Crooij 12', 60', Khalouta, Platje 74', Wolters RESERVEBANK: Otsu, Kruijsen, Altheer, Simmons |  |
| Stadion: Stadion De Goffert, Nijmegen Toeschouwers: 9.000 Arbiter: Higler |                           |           |            | Smits, Gravenbeek, Van Eijden , Conboy 50', Leiwakabessy 58' ( Haitz), Daemen, Foor 72' ( Santos), Breinburg 74', Jahanbakhsh 89' ( Çelik), Ars, Limbombe RESERVEBANK: Vanhamel, Disveld, Mert, Diarra | Wintjens 46' ( Mäenpää), Joppen, Promes, Buwalda, Fleuren 55' 89' ( Balkestein), Elito 67' ( Maksimenko), Post 7', Van Crooij 12', 60', Khalouta, Platje 74', Wolters RESERVEBANK: Otsu, Kruijsen, Altheer, Simmons |  |
|                                                                           |                           |           |            | | |  |

Speelronde 14:
| vrijdag 21 november 2014, 20:00                                         | VVV-Venlo                                            | 4-2 (4-1) | FC Volendam                         | Opstelling VVV-Venlo | Opstelling FC Volendam |  |
| Stadion: Stadion De Koel, Venlo Toeschouwers: 3.750 Arbiter: Van Sichem | (pen.) Wolters 4' Wolters 10' Wolters 18' Platje 45' |           | 24' Promes (e.d.) 79' Brands (pen.) | Mäenpää, Joppen, Buwalda 78', Promes, Fleuren, Altheer 89' ( Maksimenko), Post , Gijzen, Elito 76' ( Kruijsen), Platje 79', Wolters 76' ( Khalouta) RESERVEBANK: Wintjens, Balkestein, Otsu, Schroijen | Zwarthoed, Akouili, Schilder, Schouten 4', Lo Fo Sang, Evers 36' ( Philips 65'), Brands, Fafiani , Kuwas 73' ( Steltenpool), Veerman 73' ( Van Kippersluis), Marengo RESERVEBANK: Timmermans, Wilffert, El Hamdi, Wattamaleo |  |
| Stadion: Stadion De Koel, Venlo Toeschouwers: 3.750 Arbiter: Van Sichem |                                                      |           |                                     | Mäenpää, Joppen, Buwalda 78', Promes, Fleuren, Altheer 89' ( Maksimenko), Post , Gijzen, Elito 76' ( Kruijsen), Platje 79', Wolters 76' ( Khalouta) RESERVEBANK: Wintjens, Balkestein, Otsu, Schroijen | Zwarthoed, Akouili, Schilder, Schouten 4', Lo Fo Sang, Evers 36' ( Philips 65'), Brands, Fafiani , Kuwas 73' ( Steltenpool), Veerman 73' ( Van Kippersluis), Marengo RESERVEBANK: Timmermans, Wilffert, El Hamdi, Wattamaleo |  |
| Stadion: Stadion De Koel, Venlo Toeschouwers: 3.750 Arbiter: Van Sichem |                                                      |           |                                     | Mäenpää, Joppen, Buwalda 78', Promes, Fleuren, Altheer 89' ( Maksimenko), Post , Gijzen, Elito 76' ( Kruijsen), Platje 79', Wolters 76' ( Khalouta) RESERVEBANK: Wintjens, Balkestein, Otsu, Schroijen | Zwarthoed, Akouili, Schilder, Schouten 4', Lo Fo Sang, Evers 36' ( Philips 65'), Brands, Fafiani , Kuwas 73' ( Steltenpool), Veerman 73' ( Van Kippersluis), Marengo RESERVEBANK: Timmermans, Wilffert, El Hamdi, Wattamaleo |  |
| Bijz.: Van Crooij geschorst na rode kaart.                              |                                                      |           |                                     | | |  |

Speelronde 15:
| vrijdag 28 november 2014, 20:00                                     | VVV-Venlo    | 1-0 (0-0) | Telstar | Opstelling VVV-Venlo | Opstelling Telstar |  |
| Stadion: Stadion De Koel, Venlo Toeschouwers: 3.300 Arbiter: Berben | Khalouta 80' |           |         | Mäenpää, Joppen , Buwalda, Promes, Fleuren, Maksimenko 72' ( Kruijsen), Gijzen 46' ( Sevinç), Van Crooij 69' ( Khalouta), Elito, Platje, Wolters RESERVEBANK: Wintjens, Balkestein, Otsu, Schroijen | Varkevisser 7', Beissel, Van Huizen, Olfers 82' ( Talsma), Cruz Vicente, Korpershoek 89', Van Essen, Kindermans 77' ( Tissoudali), Almubaraki 71', Kulhan, Seuntjens RESERVEBANK: Zonneveld, Knol, Rifai, Quinn, Dougall |  |
| Stadion: Stadion De Koel, Venlo Toeschouwers: 3.300 Arbiter: Berben |              |           |         | Mäenpää, Joppen , Buwalda, Promes, Fleuren, Maksimenko 72' ( Kruijsen), Gijzen 46' ( Sevinç), Van Crooij 69' ( Khalouta), Elito, Platje, Wolters RESERVEBANK: Wintjens, Balkestein, Otsu, Schroijen | Varkevisser 7', Beissel, Van Huizen, Olfers 82' ( Talsma), Cruz Vicente, Korpershoek 89', Van Essen, Kindermans 77' ( Tissoudali), Almubaraki 71', Kulhan, Seuntjens RESERVEBANK: Zonneveld, Knol, Rifai, Quinn, Dougall |  |
| Stadion: Stadion De Koel, Venlo Toeschouwers: 3.300 Arbiter: Berben |              |           |         | Mäenpää, Joppen , Buwalda, Promes, Fleuren, Maksimenko 72' ( Kruijsen), Gijzen 46' ( Sevinç), Van Crooij 69' ( Khalouta), Elito, Platje, Wolters RESERVEBANK: Wintjens, Balkestein, Otsu, Schroijen | Varkevisser 7', Beissel, Van Huizen, Olfers 82' ( Talsma), Cruz Vicente, Korpershoek 89', Van Essen, Kindermans 77' ( Tissoudali), Almubaraki 71', Kulhan, Seuntjens RESERVEBANK: Zonneveld, Knol, Rifai, Quinn, Dougall |  |
|                                                                     |              |           |         | | |  |

Speelronde 16:
| maandag 1 december 2014, 20:00                                                 | Jong Ajax                                              | 4-0 (1-0) | VVV-Venlo | Opstelling Jong Ajax | Opstelling VVV-Venlo |  |
| Stadion: Sportpark De Toekomst, Amsterdam Toeschouwers: 372 Arbiter: Gerritsen | (pen.) Živković 27' Zimling 58' Menig 74' Živković 84' |           |           | Boer, Tete, Van der Hoorn, Denswil, Ligeon, Zimling 86' ( Bakker), Riedewald, Bazoer, Becker 73' ( Acolatse), Živković, Menig RESERVEBANK: Alblas, Van Bruggen, Van Koesveld, Hendriks | Mäenpää, Joppen , Promes, Buwalda 63', Fleuren, Sevinç, Maksimenko 71' ( Simmons), Van Crooij 78' ( Kruijsen), Elito 46' ( Khalouta), Platje, Wolters RESERVEBANK: Wintjens, Balkestein, Gijzen, Donkers |  |
| Stadion: Sportpark De Toekomst, Amsterdam Toeschouwers: 372 Arbiter: Gerritsen |                                                        |           |           | Boer, Tete, Van der Hoorn, Denswil, Ligeon, Zimling 86' ( Bakker), Riedewald, Bazoer, Becker 73' ( Acolatse), Živković, Menig RESERVEBANK: Alblas, Van Bruggen, Van Koesveld, Hendriks | Mäenpää, Joppen , Promes, Buwalda 63', Fleuren, Sevinç, Maksimenko 71' ( Simmons), Van Crooij 78' ( Kruijsen), Elito 46' ( Khalouta), Platje, Wolters RESERVEBANK: Wintjens, Balkestein, Gijzen, Donkers |  |
| Stadion: Sportpark De Toekomst, Amsterdam Toeschouwers: 372 Arbiter: Gerritsen |                                                        |           |           | Boer, Tete, Van der Hoorn, Denswil, Ligeon, Zimling 86' ( Bakker), Riedewald, Bazoer, Becker 73' ( Acolatse), Živković, Menig RESERVEBANK: Alblas, Van Bruggen, Van Koesveld, Hendriks | Mäenpää, Joppen , Promes, Buwalda 63', Fleuren, Sevinç, Maksimenko 71' ( Simmons), Van Crooij 78' ( Kruijsen), Elito 46' ( Khalouta), Platje, Wolters RESERVEBANK: Wintjens, Balkestein, Gijzen, Donkers |  |
|                                                                                |                                                        |           |           | | |  |

Speelronde 17:
| zondag 7 december 2014, 14:30                                          | VVV-Venlo   | 1-1 (0-0) | Roda JC     | Opstelling VVV-Venlo | Opstelling Roda JC |  |
| Stadion: Stadion De Koel, Venlo Toeschouwers: 6.300 Arbiter: Braamhaar | Wolters 78' |           | 89' Demouge | Mäenpää, Joppen, Buwalda, Promes, Fleuren, Altheer 26', Post , Van Crooij 73' ( Elito), Khalouta, Platje, Wolters 85' ( Balkestein) RESERVEBANK: Wintjens, Maksimenko, Sevinç, Kruijsen, Simmons | Verbist, Dijkhuizen 60', Biemans 90' ( Plat), Ramos 76', Van Peppen 24', Faik, Van Hyfte, Paulissen 81' ( Cicilia), Pluim, Demouge, Höcher 57' ( Lagouireh) RESERVEBANK: Van Leer, Van Berkel, Werker, Schreurs |  |
| Stadion: Stadion De Koel, Venlo Toeschouwers: 6.300 Arbiter: Braamhaar |             |           |             | Mäenpää, Joppen, Buwalda, Promes, Fleuren, Altheer 26', Post , Van Crooij 73' ( Elito), Khalouta, Platje, Wolters 85' ( Balkestein) RESERVEBANK: Wintjens, Maksimenko, Sevinç, Kruijsen, Simmons | Verbist, Dijkhuizen 60', Biemans 90' ( Plat), Ramos 76', Van Peppen 24', Faik, Van Hyfte, Paulissen 81' ( Cicilia), Pluim, Demouge, Höcher 57' ( Lagouireh) RESERVEBANK: Van Leer, Van Berkel, Werker, Schreurs |  |
| Stadion: Stadion De Koel, Venlo Toeschouwers: 6.300 Arbiter: Braamhaar |             |           |             | Mäenpää, Joppen, Buwalda, Promes, Fleuren, Altheer 26', Post , Van Crooij 73' ( Elito), Khalouta, Platje, Wolters 85' ( Balkestein) RESERVEBANK: Wintjens, Maksimenko, Sevinç, Kruijsen, Simmons | Verbist, Dijkhuizen 60', Biemans 90' ( Plat), Ramos 76', Van Peppen 24', Faik, Van Hyfte, Paulissen 81' ( Cicilia), Pluim, Demouge, Höcher 57' ( Lagouireh) RESERVEBANK: Van Leer, Van Berkel, Werker, Schreurs |  |
|                                                                        |             |           |             | | |  |

Speelronde 18:
| zaterdag 13 december 2014, 16:30                                                         | Achilles '29                        | 3-0 (0-0) | VVV-Venlo | Opstelling Achilles '29 | Opstelling VVV-Venlo |  |
| Stadion: Sportpark De Heikant, Groesbeek Toeschouwers: 1.520 Arbiter: Lindhout           | Thoone 58' Hendriks 64' Sürmeli 70' |           |           | Ter Wielen, Verhoeven, Dingil, Edwards 80', Van de Groes, Raja Boean 75' ( Maletić), Smits 53' ( Sürmeli), Van Steen, Thoone, Worm 66' ( Zijler), Hendriks RESERVEBANK: Van Beers, Kaak, Wiafe Danquah, Zeller | Mäenpää, Joppen, Promes, Buwalda 68' ( Balkestein), Maksimenko, Sevinç, Post , Van Crooij 84' ( Elito), Khalouta 39' ( Simmons), Platje, Wolters 42' RESERVEBANK: Wintjens, Fleuren, Kruijsen, Altheer |  |
| Stadion: Sportpark De Heikant, Groesbeek Toeschouwers: 1.520 Arbiter: Lindhout           |                                     |           |           | Ter Wielen, Verhoeven, Dingil, Edwards 80', Van de Groes, Raja Boean 75' ( Maletić), Smits 53' ( Sürmeli), Van Steen, Thoone, Worm 66' ( Zijler), Hendriks RESERVEBANK: Van Beers, Kaak, Wiafe Danquah, Zeller | Mäenpää, Joppen, Promes, Buwalda 68' ( Balkestein), Maksimenko, Sevinç, Post , Van Crooij 84' ( Elito), Khalouta 39' ( Simmons), Platje, Wolters 42' RESERVEBANK: Wintjens, Fleuren, Kruijsen, Altheer |  |
| Stadion: Sportpark De Heikant, Groesbeek Toeschouwers: 1.520 Arbiter: Lindhout           |                                     |           |           | Ter Wielen, Verhoeven, Dingil, Edwards 80', Van de Groes, Raja Boean 75' ( Maletić), Smits 53' ( Sürmeli), Van Steen, Thoone, Worm 66' ( Zijler), Hendriks RESERVEBANK: Van Beers, Kaak, Wiafe Danquah, Zeller | Mäenpää, Joppen, Promes, Buwalda 68' ( Balkestein), Maksimenko, Sevinç, Post , Van Crooij 84' ( Elito), Khalouta 39' ( Simmons), Platje, Wolters 42' RESERVEBANK: Wintjens, Fleuren, Kruijsen, Altheer |  |
| Bijz.: Wedstrijd afgelast op oorspronkelijke speeldatum vrijdag 12 december 2014, 20:00. |                                     |           |           | | |  |

Speelronde 19:
| zondag 21 december 2014, 14:30                                      | VVV-Venlo | 0-0 (0-0) | Fortuna Sittard | Opstelling VVV-Venlo | Opstelling Fortuna Sittard |  |
| Stadion: Stadion De Koel, Venlo Toeschouwers: 3.900 Arbiter: Higler |           |           |                 | Mäenpää, Joppen, Buwalda , Promes, Fleuren 56', Sevinç 45', Post 41' ( Elito), Van Crooij, Simmons 46' ( Kruijsen), Platje 89' ( Balkestein), Wolters 37' RESERVEBANK: Wintjens, Maksimenko , Gijzen, Donkers | Kaya, Turan, Janssen , Kis, Marveggio, Ter Borgh, Vankan, Linssen, Baur 59' 82' ( Watson), Conneh, Waalkens 90' ( Gulpen) RESERVEBANK: Daniëls, De Groot, Vlug, Žejnilović, Bahtiri |  |
| Stadion: Stadion De Koel, Venlo Toeschouwers: 3.900 Arbiter: Higler |           |           |                 | Mäenpää, Joppen, Buwalda , Promes, Fleuren 56', Sevinç 45', Post 41' ( Elito), Van Crooij, Simmons 46' ( Kruijsen), Platje 89' ( Balkestein), Wolters 37' RESERVEBANK: Wintjens, Maksimenko , Gijzen, Donkers | Kaya, Turan, Janssen , Kis, Marveggio, Ter Borgh, Vankan, Linssen, Baur 59' 82' ( Watson), Conneh, Waalkens 90' ( Gulpen) RESERVEBANK: Daniëls, De Groot, Vlug, Žejnilović, Bahtiri |  |
| Stadion: Stadion De Koel, Venlo Toeschouwers: 3.900 Arbiter: Higler |           |           |                 | Mäenpää, Joppen, Buwalda , Promes, Fleuren 56', Sevinç 45', Post 41' ( Elito), Van Crooij, Simmons 46' ( Kruijsen), Platje 89' ( Balkestein), Wolters 37' RESERVEBANK: Wintjens, Maksimenko , Gijzen, Donkers | Kaya, Turan, Janssen , Kis, Marveggio, Ter Borgh, Vankan, Linssen, Baur 59' 82' ( Watson), Conneh, Waalkens 90' ( Gulpen) RESERVEBANK: Daniëls, De Groot, Vlug, Žejnilović, Bahtiri |  |
|                                                                     |           |           |                 | | |  |

Speelronde 20:
| maandag 19 januari 2015, 20:00                                                   | Jong FC Twente | 0-1 (0-0) | VVV-Venlo    | Opstelling Jong FC Twente | Opstelling VVV-Venlo |  |
| Stadion: De Grolsch Veste, Enschede Toeschouwers: 77 Arbiter: Bax                |                |           | 51' Khalouta | Bednarek, Bleker 78' 81' ( Daniels), Andersen, Bijen , Koppers, Schütte, Ntuli 63' ( Kwee), Van der Heyden, Kusk, Zschusschen, Miyaichi 64' ( Oosterwijk) RESERVEBANK: Plattel, Verlaan, Soumaoro, Swieter | Mäenpää, Joppen 76' ( Balkestein), Promes, Buwalda, Schroijen, Sevinç, Post , Van Crooij 46' ( Elito), Khalouta, Platje 74' ( Gijzen), Wolters RESERVEBANK: Wintjens, Kruijsen, Donkers, Simmons |  |
| Stadion: De Grolsch Veste, Enschede Toeschouwers: 77 Arbiter: Bax                |                |           |              | Bednarek, Bleker 78' 81' ( Daniels), Andersen, Bijen , Koppers, Schütte, Ntuli 63' ( Kwee), Van der Heyden, Kusk, Zschusschen, Miyaichi 64' ( Oosterwijk) RESERVEBANK: Plattel, Verlaan, Soumaoro, Swieter | Mäenpää, Joppen 76' ( Balkestein), Promes, Buwalda, Schroijen, Sevinç, Post , Van Crooij 46' ( Elito), Khalouta, Platje 74' ( Gijzen), Wolters RESERVEBANK: Wintjens, Kruijsen, Donkers, Simmons |  |
| Stadion: De Grolsch Veste, Enschede Toeschouwers: 77 Arbiter: Bax                |                |           |              | Bednarek, Bleker 78' 81' ( Daniels), Andersen, Bijen , Koppers, Schütte, Ntuli 63' ( Kwee), Van der Heyden, Kusk, Zschusschen, Miyaichi 64' ( Oosterwijk) RESERVEBANK: Plattel, Verlaan, Soumaoro, Swieter | Mäenpää, Joppen 76' ( Balkestein), Promes, Buwalda, Schroijen, Sevinç, Post , Van Crooij 46' ( Elito), Khalouta, Platje 74' ( Gijzen), Wolters RESERVEBANK: Wintjens, Kruijsen, Donkers, Simmons |  |
| Bijz.: Tweede uitzege van het seizoen. Eerste uitzege ooit bij een beloftenteam. |                |           |              | | |  |

Speelronde 21:
| zondag 25 januari 2015, 14:30                                         | VVV-Venlo                          | 3-0 (2-0) | MVV | Opstelling VVV-Venlo | Opstelling MVV |  |
| Stadion: Stadion De Koel, Venlo Toeschouwers: 4.100 Arbiter: Kamphuis | Nijholt 15' Nijholt 34' Promes 57' |           |     | Mäenpää, Joppen, Buwalda, Promes, Schroijen 84' ( Maksimenko), Sevinç, Post , Nijholt 79' ( Elito), Khalouta 89' ( Van Crooij), Platje, Wolters RESERVEBANK: Wintjens, Balkestein, Kruijsen, Gijzen | Coppens, Maatsen, Knops 89' ( Ofori), Kuipers 51', Vorthoren, Peeters, Smeets 75' ( Veldmate), Ospitalieri, Brouwers 64' ( Huser), Braken, Croux RESERVEBANK: Verhulst, Alessandro, De Jong, Vink |  |
| Stadion: Stadion De Koel, Venlo Toeschouwers: 4.100 Arbiter: Kamphuis |                                    |           |     | Mäenpää, Joppen, Buwalda, Promes, Schroijen 84' ( Maksimenko), Sevinç, Post , Nijholt 79' ( Elito), Khalouta 89' ( Van Crooij), Platje, Wolters RESERVEBANK: Wintjens, Balkestein, Kruijsen, Gijzen | Coppens, Maatsen, Knops 89' ( Ofori), Kuipers 51', Vorthoren, Peeters, Smeets 75' ( Veldmate), Ospitalieri, Brouwers 64' ( Huser), Braken, Croux RESERVEBANK: Verhulst, Alessandro, De Jong, Vink |  |
| Stadion: Stadion De Koel, Venlo Toeschouwers: 4.100 Arbiter: Kamphuis |                                    |           |     | Mäenpää, Joppen, Buwalda, Promes, Schroijen 84' ( Maksimenko), Sevinç, Post , Nijholt 79' ( Elito), Khalouta 89' ( Van Crooij), Platje, Wolters RESERVEBANK: Wintjens, Balkestein, Kruijsen, Gijzen | Coppens, Maatsen, Knops 89' ( Ofori), Kuipers 51', Vorthoren, Peeters, Smeets 75' ( Veldmate), Ospitalieri, Brouwers 64' ( Huser), Braken, Croux RESERVEBANK: Verhulst, Alessandro, De Jong, Vink |  |
| Bijz.: Competitiedebuut Nijholt namens VVV.                           |                                    |           |     | | |  |

Speelronde 22:
| vrijdag 30 januari 2015, 20:00                                        | FC Emmen   | 1-1 (1-1) | VVV-Venlo  | Opstelling FC Emmen | Opstelling VVV-Venlo |  |
| Stadion: De JENS Vesting, Emmen Toeschouwers: 2.618 Arbiter: Manschot | Bannink 7' |           | 29' Platje | Meerits, Bakkati, Luis Pedro, Seip, Jallo, Olijve , Bannink, Vossebelt, Resida 78' ( Almeida), Bergkamp, Peters 61' ( Laghmouchi) RESERVEBANK: Elmali, Mannes, Boekholt, De Groot, Gall | Mäenpää, Joppen 38', Promes, Buwalda, Maksimenko, Voorn, Post 56', Nijholt, Khalouta, Platje, Wolters 68' ( Van Crooij) RESERVEBANK: Verstappen, Balkestein, Sevinç, Kruijsen, Gijzen, Donkers |  |
| Stadion: De JENS Vesting, Emmen Toeschouwers: 2.618 Arbiter: Manschot |            |           |            | Meerits, Bakkati, Luis Pedro, Seip, Jallo, Olijve , Bannink, Vossebelt, Resida 78' ( Almeida), Bergkamp, Peters 61' ( Laghmouchi) RESERVEBANK: Elmali, Mannes, Boekholt, De Groot, Gall | Mäenpää, Joppen 38', Promes, Buwalda, Maksimenko, Voorn, Post 56', Nijholt, Khalouta, Platje, Wolters 68' ( Van Crooij) RESERVEBANK: Verstappen, Balkestein, Sevinç, Kruijsen, Gijzen, Donkers |  |
| Stadion: De JENS Vesting, Emmen Toeschouwers: 2.618 Arbiter: Manschot |            |           |            | Meerits, Bakkati, Luis Pedro, Seip, Jallo, Olijve , Bannink, Vossebelt, Resida 78' ( Almeida), Bergkamp, Peters 61' ( Laghmouchi) RESERVEBANK: Elmali, Mannes, Boekholt, De Groot, Gall | Mäenpää, Joppen 38', Promes, Buwalda, Maksimenko, Voorn, Post 56', Nijholt, Khalouta, Platje, Wolters 68' ( Van Crooij) RESERVEBANK: Verstappen, Balkestein, Sevinç, Kruijsen, Gijzen, Donkers |  |
| Bijz.: Competitiedebuut Voorn namens VVV.                             |            |           |            | | |  |

Speelronde 24:
| maandag 9 februari 2015, 20:00                                                  | VVV-Venlo                 | 2-1 (0-1) | FC Oss   | Opstelling VVV-Venlo | Opstelling FC Oss |  |
| Stadion: Stadion De Koel, Venlo Toeschouwers: 3.800 Arbiter: Boterberg (België) | Khalouta 71' Khalouta 74' |           | 37' Bakx | Mäenpää, Joppen, Buwalda, Promes, Maksimenko 90' ( Balkestein), Voorn, Post , Nijholt, Khalouta 90' ( Kruijsen), Platje, Wolters 52' ( Van Crooij) RESERVEBANK: Verstappen, Sevinç, Gijzen, Donkers | Koopmans, Van der Sluys 78', Stuy van den Herik, Balk, Janssen 31' 64' ( Jansen 69'), Van den Ouweland 84' ( Falkenstein), Kamaçi, Opoku, Mathieu 67' ( Snijders), Ten Den, Bakx RESERVEBANK: Hengelman, Piqué, Ket, Sanusi |  |
| Stadion: Stadion De Koel, Venlo Toeschouwers: 3.800 Arbiter: Boterberg (België) |                           |           |          | Mäenpää, Joppen, Buwalda, Promes, Maksimenko 90' ( Balkestein), Voorn, Post , Nijholt, Khalouta 90' ( Kruijsen), Platje, Wolters 52' ( Van Crooij) RESERVEBANK: Verstappen, Sevinç, Gijzen, Donkers | Koopmans, Van der Sluys 78', Stuy van den Herik, Balk, Janssen 31' 64' ( Jansen 69'), Van den Ouweland 84' ( Falkenstein), Kamaçi, Opoku, Mathieu 67' ( Snijders), Ten Den, Bakx RESERVEBANK: Hengelman, Piqué, Ket, Sanusi |  |
| Stadion: Stadion De Koel, Venlo Toeschouwers: 3.800 Arbiter: Boterberg (België) |                           |           |          | Mäenpää, Joppen, Buwalda, Promes, Maksimenko 90' ( Balkestein), Voorn, Post , Nijholt, Khalouta 90' ( Kruijsen), Platje, Wolters 52' ( Van Crooij) RESERVEBANK: Verstappen, Sevinç, Gijzen, Donkers | Koopmans, Van der Sluys 78', Stuy van den Herik, Balk, Janssen 31' 64' ( Jansen 69'), Van den Ouweland 84' ( Falkenstein), Kamaçi, Opoku, Mathieu 67' ( Snijders), Ten Den, Bakx RESERVEBANK: Hengelman, Piqué, Ket, Sanusi |  |
|                                                                                 |                           |           |          | | |  |

Speelronde 25:
| vrijdag 13 februari 2015, 20:00                                         | Almere City FC | 0-1 (0-1) | VVV-Venlo      | Opstelling Almere City FC | Opstelling VVV-Venlo |  |
| Stadion: Almere City Stadion, Almere Toeschouwers: 933 Arbiter: Sanders |                |           | 26' Van Crooij | Etemadi 36' ( Van Duin), Bouma, Toet, Quasten, Keller 77', Kip, Hoefdraad, Receveur, Oost 78' ( Mamedov), De Kogel 46' ( Dissels), Boldewijn RESERVEBANK: Nieuwpoort, Ahannach, Salasiwa, Vet | Mäenpää, Joppen, Promes 77', Buwalda, Maksimenko, Voorn, Post 44', Nijholt 83' 89' ( Balkestein), Khalouta, Platje, Van Crooij 66' 70' ( Gijzen) RESERVEBANK: Verstappen, Fleuren, Sevinç, Kruijsen, Simmons |  |
| Stadion: Almere City Stadion, Almere Toeschouwers: 933 Arbiter: Sanders |                |           |                | Etemadi 36' ( Van Duin), Bouma, Toet, Quasten, Keller 77', Kip, Hoefdraad, Receveur, Oost 78' ( Mamedov), De Kogel 46' ( Dissels), Boldewijn RESERVEBANK: Nieuwpoort, Ahannach, Salasiwa, Vet | Mäenpää, Joppen, Promes 77', Buwalda, Maksimenko, Voorn, Post 44', Nijholt 83' 89' ( Balkestein), Khalouta, Platje, Van Crooij 66' 70' ( Gijzen) RESERVEBANK: Verstappen, Fleuren, Sevinç, Kruijsen, Simmons |  |
| Stadion: Almere City Stadion, Almere Toeschouwers: 933 Arbiter: Sanders |                |           |                | Etemadi 36' ( Van Duin), Bouma, Toet, Quasten, Keller 77', Kip, Hoefdraad, Receveur, Oost 78' ( Mamedov), De Kogel 46' ( Dissels), Boldewijn RESERVEBANK: Nieuwpoort, Ahannach, Salasiwa, Vet | Mäenpää, Joppen, Promes 77', Buwalda, Maksimenko, Voorn, Post 44', Nijholt 83' 89' ( Balkestein), Khalouta, Platje, Van Crooij 66' 70' ( Gijzen) RESERVEBANK: Verstappen, Fleuren, Sevinç, Kruijsen, Simmons |  |
|                                                                         |                |           |                | | |  |

Speelronde 23:
| dinsdag 17 februari 2015, 20:00                                                                                         | De Graafschap | 1-1 (0-1) | VVV-Venlo        | Opstelling De Graafschap | Opstelling VVV-Venlo |  |
| Stadion: De Vijverberg, Doetinchem Toeschouwers: 4.387 Arbiter: Martens                                                 | Van Ewijk 52' |           | 5' Platje (pen.) | Jurjus, Cavlan, Straalman, Pröpper, Lazić, Linssen 5' 77' ( Kaak 90'), Garcia-Calvete 67' ( Hulst), Tarfi, Vida, Van Ewijk, Vermeij 41' RESERVEBANK: Van de Kracht, Van Roon, Echcharaf, Çiçek, Menting | Mäenpää, Joppen , Promes, Buwalda, Maksimenko, Voorn, Sevinç 85' ( Altheer), Nijholt 90', Khalouta, Platje 80' ( Elito), Van Crooij 57' 90' ( Balkestein) RESERVEBANK: Verstappen, Fleuren, Kruijsen, Gijzen |  |
| Stadion: De Vijverberg, Doetinchem Toeschouwers: 4.387 Arbiter: Martens                                                 |               |           |                  | Jurjus, Cavlan, Straalman, Pröpper, Lazić, Linssen 5' 77' ( Kaak 90'), Garcia-Calvete 67' ( Hulst), Tarfi, Vida, Van Ewijk, Vermeij 41' RESERVEBANK: Van de Kracht, Van Roon, Echcharaf, Çiçek, Menting | Mäenpää, Joppen , Promes, Buwalda, Maksimenko, Voorn, Sevinç 85' ( Altheer), Nijholt 90', Khalouta, Platje 80' ( Elito), Van Crooij 57' 90' ( Balkestein) RESERVEBANK: Verstappen, Fleuren, Kruijsen, Gijzen |  |
| Stadion: De Vijverberg, Doetinchem Toeschouwers: 4.387 Arbiter: Martens                                                 |               |           |                  | Jurjus, Cavlan, Straalman, Pröpper, Lazić, Linssen 5' 77' ( Kaak 90'), Garcia-Calvete 67' ( Hulst), Tarfi, Vida, Van Ewijk, Vermeij 41' RESERVEBANK: Van de Kracht, Van Roon, Echcharaf, Çiçek, Menting | Mäenpää, Joppen , Promes, Buwalda, Maksimenko, Voorn, Sevinç 85' ( Altheer), Nijholt 90', Khalouta, Platje 80' ( Elito), Van Crooij 57' 90' ( Balkestein) RESERVEBANK: Verstappen, Fleuren, Kruijsen, Gijzen |  |
| Bijz.: Wedstrijd afgelast op oorspronkelijke speeldatum vrijdag 6 februari 2015, 20:00. Post geschorst na 5e gele kaart |               |           |                  | | |  |

Speelronde 26:
| vrijdag 20 februari 2015, 20:00                                                   | Roda JC                | 2-1 (1-1) | VVV-Venlo    | Opstelling Roda JC | Opstelling VVV-Venlo |  |
| Stadion: Parkstad Limburg Stadion, Kerkrade Toeschouwers: 9.856 Arbiter: Lindhout | Ramos 28' E. Gyasi 69' |           | 22' Khalouta | Verbist, Monteyne, Swinkels, Ramos , Van Peppen 76', Faik, Van Hyfte, Paulissen, E. Gyasi 90' ( Schreurs), Jansen 82' ( Rutjes), R. Gyasi 63' ( Demouge 89') RESERVEBANK: Van Leer, Biemans, Lagouireh, Dijkhuizen | Mäenpää, Joppen 58', Promes, Buwalda, Maksimenko 85' ( Fleuren), Elito 87' ( Balkestein), Post , Nijholt 27' 78' ( Wolters), Khalouta 90', Platje, Van Crooij RESERVEBANK: Verstappen, Sevinç, Kruijsen, Altheer |  |
| Stadion: Parkstad Limburg Stadion, Kerkrade Toeschouwers: 9.856 Arbiter: Lindhout |                        |           |              | Verbist, Monteyne, Swinkels, Ramos , Van Peppen 76', Faik, Van Hyfte, Paulissen, E. Gyasi 90' ( Schreurs), Jansen 82' ( Rutjes), R. Gyasi 63' ( Demouge 89') RESERVEBANK: Van Leer, Biemans, Lagouireh, Dijkhuizen | Mäenpää, Joppen 58', Promes, Buwalda, Maksimenko 85' ( Fleuren), Elito 87' ( Balkestein), Post , Nijholt 27' 78' ( Wolters), Khalouta 90', Platje, Van Crooij RESERVEBANK: Verstappen, Sevinç, Kruijsen, Altheer |  |
| Stadion: Parkstad Limburg Stadion, Kerkrade Toeschouwers: 9.856 Arbiter: Lindhout |                        |           |              | Verbist, Monteyne, Swinkels, Ramos , Van Peppen 76', Faik, Van Hyfte, Paulissen, E. Gyasi 90' ( Schreurs), Jansen 82' ( Rutjes), R. Gyasi 63' ( Demouge 89') RESERVEBANK: Van Leer, Biemans, Lagouireh, Dijkhuizen | Mäenpää, Joppen 58', Promes, Buwalda, Maksimenko 85' ( Fleuren), Elito 87' ( Balkestein), Post , Nijholt 27' 78' ( Wolters), Khalouta 90', Platje, Van Crooij RESERVEBANK: Verstappen, Sevinç, Kruijsen, Altheer |  |
| Bijz.: Eerste nederlaag VVV in 2015.                                              |                        |           |              | | |  |

Speelronde 27:
| vrijdag 27 februari 2015, 20:00                                                                    | VVV-Venlo  | 1-1 (1-1) | Achilles '29 | Opstelling VVV-Venlo | Opstelling Achilles '29 |  |
| Stadion: Stadion De Koel, Venlo Toeschouwers: 4.600 Arbiter: Van den Kerkhof                       | Joppen 27' |           | 18' Worm     | Mäenpää, Joppen, Buwalda 90', Maksimenko 85' ( Balkestein), Voorn 58' 61' ( Altheer 87'), Post , Nijholt, Van Crooij 71' ( Elito), Khalouta 78', Platje, Wolters RESERVEBANK: Verstappen, Kruijsen, Gijzen, Donkers | Ter Wielen, Verhoeven, Dingil 4' 83' ( Konings), Zeller, Van de Groes, Edwards 66' ( Smits), Sürmeli, Van Steen, Worm 72' ( Raja Boean), Wiafe Danquah, Hendriks RESERVEBANK: Van Beers, Quesada |  |
| Stadion: Stadion De Koel, Venlo Toeschouwers: 4.600 Arbiter: Van den Kerkhof                       |            |           |              | Mäenpää, Joppen, Buwalda 90', Maksimenko 85' ( Balkestein), Voorn 58' 61' ( Altheer 87'), Post , Nijholt, Van Crooij 71' ( Elito), Khalouta 78', Platje, Wolters RESERVEBANK: Verstappen, Kruijsen, Gijzen, Donkers | Ter Wielen, Verhoeven, Dingil 4' 83' ( Konings), Zeller, Van de Groes, Edwards 66' ( Smits), Sürmeli, Van Steen, Worm 72' ( Raja Boean), Wiafe Danquah, Hendriks RESERVEBANK: Van Beers, Quesada |  |
| Stadion: Stadion De Koel, Venlo Toeschouwers: 4.600 Arbiter: Van den Kerkhof                       |            |           |              | Mäenpää, Joppen, Buwalda 90', Maksimenko 85' ( Balkestein), Voorn 58' 61' ( Altheer 87'), Post , Nijholt, Van Crooij 71' ( Elito), Khalouta 78', Platje, Wolters RESERVEBANK: Verstappen, Kruijsen, Gijzen, Donkers | Ter Wielen, Verhoeven, Dingil 4' 83' ( Konings), Zeller, Van de Groes, Edwards 66' ( Smits), Sürmeli, Van Steen, Worm 72' ( Raja Boean), Wiafe Danquah, Hendriks RESERVEBANK: Van Beers, Quesada |  |
| Bijz.: VVV loopt titel derde periode mis die naar FC Oss gaat. Bij winst was VVV winnaar geworden. |            |           |              | | |  |

Speelronde 28:
| vrijdag 6 maart 2015, 20:00                                                          | Telstar | 0-3 (0-0) | VVV-Venlo                           | Opstelling Telstar | Opstelling VVV-Venlo |  |
| Stadion: Tata Steel Stadion, Velsen-Zuid Toeschouwers: 1.963 Arbiter: Van den Heuvel |         |           | 73' Platje 80' Khalouta 86' Wolters | Zonneveld, Rifai, Olfers, Keurntjes, Korpershoek , Kulhan, Dougall, Van Essen 10' 59' ( Kindermans), Almubaraki, Seuntjens, Tissoudali 66' ( Valies) RESERVEBANK: El Ouazzane, Beissel, Knol, Quinn | Mäenpää, Joppen, Voorn, Maksimenko, Fleuren 34' 88' ( Kruijsen), Post , Nijholt, Elito 74' ( Altheer), Khalouta, Platje, Van Crooij 81' ( Wolters) RESERVEBANK: Verstappen, Sevinç, Gijzen, Donkers |  |
| Stadion: Tata Steel Stadion, Velsen-Zuid Toeschouwers: 1.963 Arbiter: Van den Heuvel |         |           |                                     | Zonneveld, Rifai, Olfers, Keurntjes, Korpershoek , Kulhan, Dougall, Van Essen 10' 59' ( Kindermans), Almubaraki, Seuntjens, Tissoudali 66' ( Valies) RESERVEBANK: El Ouazzane, Beissel, Knol, Quinn | Mäenpää, Joppen, Voorn, Maksimenko, Fleuren 34' 88' ( Kruijsen), Post , Nijholt, Elito 74' ( Altheer), Khalouta, Platje, Van Crooij 81' ( Wolters) RESERVEBANK: Verstappen, Sevinç, Gijzen, Donkers |  |
| Stadion: Tata Steel Stadion, Velsen-Zuid Toeschouwers: 1.963 Arbiter: Van den Heuvel |         |           |                                     | Zonneveld, Rifai, Olfers, Keurntjes, Korpershoek , Kulhan, Dougall, Van Essen 10' 59' ( Kindermans), Almubaraki, Seuntjens, Tissoudali 66' ( Valies) RESERVEBANK: El Ouazzane, Beissel, Knol, Quinn | Mäenpää, Joppen, Voorn, Maksimenko, Fleuren 34' 88' ( Kruijsen), Post , Nijholt, Elito 74' ( Altheer), Khalouta, Platje, Van Crooij 81' ( Wolters) RESERVEBANK: Verstappen, Sevinç, Gijzen, Donkers |  |
| Bijz.: Buwalda geschorst (1e wedstrijd) na rode kaart                                |         |           |                                     | | |  |

Speelronde 29:
| vrijdag 13 maart 2015, 20:00                                        | VVV-Venlo  | 1-0 (0-0) | Jong Ajax | Opstelling VVV-Venlo | Opstelling Jong Ajax |  |
| Stadion: Stadion De Koel, Venlo Toeschouwers: 5.200 Arbiter: Berben | Platje 69' |           |           | Mäenpää, Joppen 90' ( Altheer), Promes, Maksimenko, Fleuren, Voorn, Post 39', Nijholt, Khalouta, Platje 75' ( Wolters), Van Crooij RESERVEBANK: Verstappen, Sevinç, Gijzen, Donkers, Elito | Onana, Owusu 89' ( Sanniez), Tete, Van Bruggen 84', Warmerdam, Van de Beek, Sporkslede, Bakker 78' ( Nouri), Murić 78' ( Černý), Hendriks, Acolatse RESERVEBANK: Mous, Savastano, Noordhoff |  |
| Stadion: Stadion De Koel, Venlo Toeschouwers: 5.200 Arbiter: Berben |            |           |           | Mäenpää, Joppen 90' ( Altheer), Promes, Maksimenko, Fleuren, Voorn, Post 39', Nijholt, Khalouta, Platje 75' ( Wolters), Van Crooij RESERVEBANK: Verstappen, Sevinç, Gijzen, Donkers, Elito | Onana, Owusu 89' ( Sanniez), Tete, Van Bruggen 84', Warmerdam, Van de Beek, Sporkslede, Bakker 78' ( Nouri), Murić 78' ( Černý), Hendriks, Acolatse RESERVEBANK: Mous, Savastano, Noordhoff |  |
| Stadion: Stadion De Koel, Venlo Toeschouwers: 5.200 Arbiter: Berben |            |           |           | Mäenpää, Joppen 90' ( Altheer), Promes, Maksimenko, Fleuren, Voorn, Post 39', Nijholt, Khalouta, Platje 75' ( Wolters), Van Crooij RESERVEBANK: Verstappen, Sevinç, Gijzen, Donkers, Elito | Onana, Owusu 89' ( Sanniez), Tete, Van Bruggen 84', Warmerdam, Van de Beek, Sporkslede, Bakker 78' ( Nouri), Murić 78' ( Černý), Hendriks, Acolatse RESERVEBANK: Mous, Savastano, Noordhoff |  |
| Bijz.: Buwalda geschorst (2e wedstrijd) na rode kaart               |            |           |           | | |  |

Speelronde 30:
| maandag 16 maart 2015, 20:00                                           | VVV-Venlo                                        | 4-0 (3-0) | FC Den Bosch | Opstelling VVV-Venlo | Opstelling FC Den Bosch |  |
| Stadion: Stadion De Koel, Venlo Toeschouwers: 3.300 Arbiter: Gerritsen | Platje 3' Khalouta 14' Platje 28' Van Crooij 55' |           |              | Mäenpää, Joppen, Buwalda 71' ( Maksimenko), Promes 87' ( Elito), Fleuren, Voorn, Post , Nijholt 86', Khalouta 78' ( Wolters), Platje, Van Crooij RESERVEBANK: Verstappen, Sevinç, Gijzen, Altheer | Heemskerk, Rutten, Hofstede, Van Huijgevoort, Statie, Boddaert 51' 80' ( Ceria), Maguire , Kabashi, Belterman 38' ( Thomassen), Maatsen, Van der Sande 46' ( Boulghalgh) RESERVEBANK: Bollen, Penna, Van Dijk |  |
| Stadion: Stadion De Koel, Venlo Toeschouwers: 3.300 Arbiter: Gerritsen |                                                  |           |              | Mäenpää, Joppen, Buwalda 71' ( Maksimenko), Promes 87' ( Elito), Fleuren, Voorn, Post , Nijholt 86', Khalouta 78' ( Wolters), Platje, Van Crooij RESERVEBANK: Verstappen, Sevinç, Gijzen, Altheer | Heemskerk, Rutten, Hofstede, Van Huijgevoort, Statie, Boddaert 51' 80' ( Ceria), Maguire , Kabashi, Belterman 38' ( Thomassen), Maatsen, Van der Sande 46' ( Boulghalgh) RESERVEBANK: Bollen, Penna, Van Dijk |  |
| Stadion: Stadion De Koel, Venlo Toeschouwers: 3.300 Arbiter: Gerritsen |                                                  |           |              | Mäenpää, Joppen, Buwalda 71' ( Maksimenko), Promes 87' ( Elito), Fleuren, Voorn, Post , Nijholt 86', Khalouta 78' ( Wolters), Platje, Van Crooij RESERVEBANK: Verstappen, Sevinç, Gijzen, Altheer | Heemskerk, Rutten, Hofstede, Van Huijgevoort, Statie, Boddaert 51' 80' ( Ceria), Maguire , Kabashi, Belterman 38' ( Thomassen), Maatsen, Van der Sande 46' ( Boulghalgh) RESERVEBANK: Bollen, Penna, Van Dijk |  |
|                                                                        |                                                  |           |              | | |  |

Speelronde 31:
| zaterdag 21 maart 2015, 19:45                                                  | Fortuna Sittard | 1-1 (1-0) | VVV-Venlo  | Opstelling Fortuna Sittard | Opstelling VVV-Venlo |  |
| Stadion: Fortuna Sittard Stadion, Sittard Toeschouwers: 2.780 Arbiter: Janssen | Janssen 40'     |           | 84' Platje | Kaya, Turan, Dengering, Janssen 54' ( Linssen), Schroijen, Vanmaris, Vankan 32' ( Mert), Briels 80', Vlijter 33' 90' ( Baur), Conneh, Overhof RESERVEBANK: Daniëls, Kis, De Groot, Marveggio | Mäenpää, Joppen, Buwalda, Promes, Fleuren 66', Voorn, Post 20' ( Wolters 86'), Nijholt 74' ( Elito), Khalouta, Platje, Van Crooij RESERVEBANK: Verstappen, Maksimenko, Sevinç, Gijzen, Altheer |  |
| Stadion: Fortuna Sittard Stadion, Sittard Toeschouwers: 2.780 Arbiter: Janssen |                 |           |            | Kaya, Turan, Dengering, Janssen 54' ( Linssen), Schroijen, Vanmaris, Vankan 32' ( Mert), Briels 80', Vlijter 33' 90' ( Baur), Conneh, Overhof RESERVEBANK: Daniëls, Kis, De Groot, Marveggio | Mäenpää, Joppen, Buwalda, Promes, Fleuren 66', Voorn, Post 20' ( Wolters 86'), Nijholt 74' ( Elito), Khalouta, Platje, Van Crooij RESERVEBANK: Verstappen, Maksimenko, Sevinç, Gijzen, Altheer |  |
| Stadion: Fortuna Sittard Stadion, Sittard Toeschouwers: 2.780 Arbiter: Janssen |                 |           |            | Kaya, Turan, Dengering, Janssen 54' ( Linssen), Schroijen, Vanmaris, Vankan 32' ( Mert), Briels 80', Vlijter 33' 90' ( Baur), Conneh, Overhof RESERVEBANK: Daniëls, Kis, De Groot, Marveggio | Mäenpää, Joppen, Buwalda, Promes, Fleuren 66', Voorn, Post 20' ( Wolters 86'), Nijholt 74' ( Elito), Khalouta, Platje, Van Crooij RESERVEBANK: Verstappen, Maksimenko, Sevinç, Gijzen, Altheer |  |
|                                                                                |                 |           |            | | |  |

Speelronde 32:
| vrijdag 3 april 2015, 20:00                                          | VVV-Venlo | 0-2 (0-2) | Jong PSV                | Opstelling VVV-Venlo | Opstelling Jong PSV |  |
| Stadion: Stadion De Koel, Venlo Toeschouwers: 4.300 Arbiter: Koekoek |           |           | 38' Quekel 43' Boljević | Mäenpää, Joppen , Voorn, Promes, Maksimenko, Elito, Sevinç 46' ( Wolters), Nijholt 86', Khalouta, Platje, Van Crooij RESERVEBANK: Verstappen, Post, Kruijsen, Gijzen, Donkers, Altheer | J. Bertrams, Noor, Loof, De Wijs 74' ( Alberto), Heesakkers, Leemans 86' ( Rudović), Luković 89', O. Rommens 30', Van Overbeek 82' (Rayhi), Quekel, Boljević 57' RESERVEBANK: De la Paz, Sanoh |  |
| Stadion: Stadion De Koel, Venlo Toeschouwers: 4.300 Arbiter: Koekoek |           |           |                         | Mäenpää, Joppen , Voorn, Promes, Maksimenko, Elito, Sevinç 46' ( Wolters), Nijholt 86', Khalouta, Platje, Van Crooij RESERVEBANK: Verstappen, Post, Kruijsen, Gijzen, Donkers, Altheer | J. Bertrams, Noor, Loof, De Wijs 74' ( Alberto), Heesakkers, Leemans 86' ( Rudović), Luković 89', O. Rommens 30', Van Overbeek 82' (Rayhi), Quekel, Boljević 57' RESERVEBANK: De la Paz, Sanoh |  |
| Stadion: Stadion De Koel, Venlo Toeschouwers: 4.300 Arbiter: Koekoek |           |           |                         | Mäenpää, Joppen , Voorn, Promes, Maksimenko, Elito, Sevinç 46' ( Wolters), Nijholt 86', Khalouta, Platje, Van Crooij RESERVEBANK: Verstappen, Post, Kruijsen, Gijzen, Donkers, Altheer | J. Bertrams, Noor, Loof, De Wijs 74' ( Alberto), Heesakkers, Leemans 86' ( Rudović), Luković 89', O. Rommens 30', Van Overbeek 82' (Rayhi), Quekel, Boljević 57' RESERVEBANK: De la Paz, Sanoh |  |
| Bijz.: Fleuren geschorst na 5e gele kaart                            |           |           |                         | | |  |

Speelronde 33:
| maandag 6 april 2015, 14:30                                              | RKC Waalwijk | 0-0 (0-0) | VVV-Venlo | Opstelling RKC Waalwijk | Opstelling VVV-Venlo |  |
| Stadion: Mandemakers Stadion, Waalwijk Toeschouwers: 2.500 Arbiter: Otto |              |           |           | Den Hartog, Seedorf 67', Wormgoor, Van Mosselveld , Coster, Van Zeelst, Salhi, Deckers, Esajas, Calabro 74' ( Opoku Bernadina), Valpoort 90' ( Martina) RESERVEBANK: Vos, Maria, Van Beers, Wielinga, Van Hoof | Mäenpää, Joppen, Maksimenko, Promes 55', Fleuren, Voorn 49', Post 35' 73' ( Elito), Nijholt, Khalouta, Platje, Van Crooij 68' ( Wolters) RESERVEBANK: Verstappen, Sevinç, Kruijsen, Gijzen, Donkers |  |
| Stadion: Mandemakers Stadion, Waalwijk Toeschouwers: 2.500 Arbiter: Otto |              |           |           | Den Hartog, Seedorf 67', Wormgoor, Van Mosselveld , Coster, Van Zeelst, Salhi, Deckers, Esajas, Calabro 74' ( Opoku Bernadina), Valpoort 90' ( Martina) RESERVEBANK: Vos, Maria, Van Beers, Wielinga, Van Hoof | Mäenpää, Joppen, Maksimenko, Promes 55', Fleuren, Voorn 49', Post 35' 73' ( Elito), Nijholt, Khalouta, Platje, Van Crooij 68' ( Wolters) RESERVEBANK: Verstappen, Sevinç, Kruijsen, Gijzen, Donkers |  |
| Stadion: Mandemakers Stadion, Waalwijk Toeschouwers: 2.500 Arbiter: Otto |              |           |           | Den Hartog, Seedorf 67', Wormgoor, Van Mosselveld , Coster, Van Zeelst, Salhi, Deckers, Esajas, Calabro 74' ( Opoku Bernadina), Valpoort 90' ( Martina) RESERVEBANK: Vos, Maria, Van Beers, Wielinga, Van Hoof | Mäenpää, Joppen, Maksimenko, Promes 55', Fleuren, Voorn 49', Post 35' 73' ( Elito), Nijholt, Khalouta, Platje, Van Crooij 68' ( Wolters) RESERVEBANK: Verstappen, Sevinç, Kruijsen, Gijzen, Donkers |  |
|                                                                          |              |           |           | | |  |

Speelronde 34:
| vrijdag 10 april 2015, 20:00                                           | VVV-Venlo                | 2-1 (2-0) | FC Eindhoven | Opstelling VVV-Venlo | Opstelling FC Eindhoven |  |
| Stadion: Stadion De Koel, Venlo Toeschouwers: 3.600 Arbiter: Gözübüyük | Platje 4' Van Crooij 29' |           | 59' Karg     | Mäenpää, Joppen, Altheer 82' ( Maksimenko), Promes, Fleuren, Voorn, Post , Nijholt 78' ( Elito), Khalouta 80' ( Wolters), Platje 90', Van Crooij 90' RESERVEBANK: Verstappen, Sevinç, Gijzen, Donkers | Muyters, Durwael 87' ( Hunte), Nieveld 46' ( Deschilder), N'Toko, Bourdouxhe, Van Son , Swinnen, Van den Boomen, Sleegers, Karg 71' ( Gunst), Van Hout 89' RESERVEBANK: Kramer, Beekmans, De Wilde, Dos Santos |  |
| Stadion: Stadion De Koel, Venlo Toeschouwers: 3.600 Arbiter: Gözübüyük |                          |           |              | Mäenpää, Joppen, Altheer 82' ( Maksimenko), Promes, Fleuren, Voorn, Post , Nijholt 78' ( Elito), Khalouta 80' ( Wolters), Platje 90', Van Crooij 90' RESERVEBANK: Verstappen, Sevinç, Gijzen, Donkers | Muyters, Durwael 87' ( Hunte), Nieveld 46' ( Deschilder), N'Toko, Bourdouxhe, Van Son , Swinnen, Van den Boomen, Sleegers, Karg 71' ( Gunst), Van Hout 89' RESERVEBANK: Kramer, Beekmans, De Wilde, Dos Santos |  |
| Stadion: Stadion De Koel, Venlo Toeschouwers: 3.600 Arbiter: Gözübüyük |                          |           |              | Mäenpää, Joppen, Altheer 82' ( Maksimenko), Promes, Fleuren, Voorn, Post , Nijholt 78' ( Elito), Khalouta 80' ( Wolters), Platje 90', Van Crooij 90' RESERVEBANK: Verstappen, Sevinç, Gijzen, Donkers | Muyters, Durwael 87' ( Hunte), Nieveld 46' ( Deschilder), N'Toko, Bourdouxhe, Van Son , Swinnen, Van den Boomen, Sleegers, Karg 71' ( Gunst), Van Hout 89' RESERVEBANK: Kramer, Beekmans, De Wilde, Dos Santos |  |
|                                                                        |                          |           |              | | |  |

Speelronde 35:
| vrijdag 17 april 2015, 20:00                                                     | Helmond Sport                                 | 3-1 (1-1) | VVV-Venlo | Opstelling Helmond Sport | Opstelling VVV-Venlo |  |
| Stadion: Lavans Stadion, Helmond Toeschouwers: 1.890 Arbiter: Van Damme (België) | (e.d.) Nijholt 40' Elbers 49' El Allouchi 53' |           | 7' Joppen | Van der Steen, Fecunda 78', Kazlauskas , Weuts, Justiana 66', Visser 42', Van Nuland 65' ( Strijbosch), El Allouchi 65', Van de Sande, Koot, Elbers RESERVEBANK: Watt, Tuijp, Diouck, Gomez Nieto, Van de Kerkhof, Nieskens | Mäenpää, Joppen, Altheer 52' 55' ( Sevinç), Promes, Fleuren, Voorn 90', Post 79' ( Gijzen), Nijholt, Khalouta 46', Platje, Wolters 63' ( Elito) RESERVEBANK: Verstappen, Maksimenko, Kruijsen, Simmons |  |
| Stadion: Lavans Stadion, Helmond Toeschouwers: 1.890 Arbiter: Van Damme (België) |                                               |           |           | Van der Steen, Fecunda 78', Kazlauskas , Weuts, Justiana 66', Visser 42', Van Nuland 65' ( Strijbosch), El Allouchi 65', Van de Sande, Koot, Elbers RESERVEBANK: Watt, Tuijp, Diouck, Gomez Nieto, Van de Kerkhof, Nieskens | Mäenpää, Joppen, Altheer 52' 55' ( Sevinç), Promes, Fleuren, Voorn 90', Post 79' ( Gijzen), Nijholt, Khalouta 46', Platje, Wolters 63' ( Elito) RESERVEBANK: Verstappen, Maksimenko, Kruijsen, Simmons |  |
| Stadion: Lavans Stadion, Helmond Toeschouwers: 1.890 Arbiter: Van Damme (België) |                                               |           |           | Van der Steen, Fecunda 78', Kazlauskas , Weuts, Justiana 66', Visser 42', Van Nuland 65' ( Strijbosch), El Allouchi 65', Van de Sande, Koot, Elbers RESERVEBANK: Watt, Tuijp, Diouck, Gomez Nieto, Van de Kerkhof, Nieskens | Mäenpää, Joppen, Altheer 52' 55' ( Sevinç), Promes, Fleuren, Voorn 90', Post 79' ( Gijzen), Nijholt, Khalouta 46', Platje, Wolters 63' ( Elito) RESERVEBANK: Verstappen, Maksimenko, Kruijsen, Simmons |  |
| Bijz.: Van Crooij geschorst na 5e gele kaart                                     |                                               |           |           | | |  |

Speelronde 36:
| vrijdag 24 april 2015, 20:00                                          | VVV-Venlo  | 1-1 (0-0) | Sparta     | Opstelling VVV-Venlo | Opstelling Sparta |  |
| Stadion: Stadion De Koel, Venlo Toeschouwers: 3.900 Arbiter: Lindhout | Promes 90' |           | 69' Gladon | Mäenpää, Joppen 90' ( Donkers), Maksimenko, Promes, Fleuren, Kruijsen 86' ( Balkestein), Post , Nijholt 73', Van Crooij, Platje, Wolters 78' ( Elito) RESERVEBANK: Verstappen, Sevinç, Gijzen, Simmons | Kortsmit, Van Buuren, Teijsse 39', Breuer , Ketting, Nieuwendaal, Nys 74', Doğan 45' 46' ( De Nooijer), Verhaar 80' ( Hiwat), Voskamp 71' ( Gladon), Mahmudov RESERVEBANK: Kieboom, Breedijk, Van Boxel, Loen |  |
| Stadion: Stadion De Koel, Venlo Toeschouwers: 3.900 Arbiter: Lindhout |            |           |            | Mäenpää, Joppen 90' ( Donkers), Maksimenko, Promes, Fleuren, Kruijsen 86' ( Balkestein), Post , Nijholt 73', Van Crooij, Platje, Wolters 78' ( Elito) RESERVEBANK: Verstappen, Sevinç, Gijzen, Simmons | Kortsmit, Van Buuren, Teijsse 39', Breuer , Ketting, Nieuwendaal, Nys 74', Doğan 45' 46' ( De Nooijer), Verhaar 80' ( Hiwat), Voskamp 71' ( Gladon), Mahmudov RESERVEBANK: Kieboom, Breedijk, Van Boxel, Loen |  |
| Stadion: Stadion De Koel, Venlo Toeschouwers: 3.900 Arbiter: Lindhout |            |           |            | Mäenpää, Joppen 90' ( Donkers), Maksimenko, Promes, Fleuren, Kruijsen 86' ( Balkestein), Post , Nijholt 73', Van Crooij, Platje, Wolters 78' ( Elito) RESERVEBANK: Verstappen, Sevinç, Gijzen, Simmons | Kortsmit, Van Buuren, Teijsse 39', Breuer , Ketting, Nieuwendaal, Nys 74', Doğan 45' 46' ( De Nooijer), Verhaar 80' ( Hiwat), Voskamp 71' ( Gladon), Mahmudov RESERVEBANK: Kieboom, Breedijk, Van Boxel, Loen |  |
| Bijz.: Altheer en Voorn geschorst na 5e gele kaart                    |            |           |            | | |  |

Speelronde 37:
| vrijdag 1 mei 2015, 20:00                                                   | FC Volendam       | 1-1 (0-0) | VVV-Venlo  | Opstelling FC Volendam | Opstelling VVV-Venlo |  |
| Stadion: Kras Stadion, Volendam Toeschouwers: 4.020 Arbiter: Van den Heuvel | (pen.) Brands 74' |           | 62' Platje | Zwarthoed, D. Prijor, Schilder, Schouten, Lo Fo Sang, Akouili 64', Brands 87' ( Luirink), Fafiani , Kuwas, Steltenpool 69' ( G. Prijor), Van Kippersluis RESERVEBANK: Timmermans, Wilffert, El Hamdi, Mertens, Philips | Mäenpää, Joppen 20', Altheer 57' ( Sevinç), Promes, Fleuren, Voorn 73', Kruijsen 73' 89' ( Gijzen), Elito 80' ( Balkestein), Van Crooij, Platje, Wolters RESERVEBANK: Verstappen, Maksimenko, Donkers |  |
| Stadion: Kras Stadion, Volendam Toeschouwers: 4.020 Arbiter: Van den Heuvel |                   |           |            | Zwarthoed, D. Prijor, Schilder, Schouten, Lo Fo Sang, Akouili 64', Brands 87' ( Luirink), Fafiani , Kuwas, Steltenpool 69' ( G. Prijor), Van Kippersluis RESERVEBANK: Timmermans, Wilffert, El Hamdi, Mertens, Philips | Mäenpää, Joppen 20', Altheer 57' ( Sevinç), Promes, Fleuren, Voorn 73', Kruijsen 73' 89' ( Gijzen), Elito 80' ( Balkestein), Van Crooij, Platje, Wolters RESERVEBANK: Verstappen, Maksimenko, Donkers |  |
| Stadion: Kras Stadion, Volendam Toeschouwers: 4.020 Arbiter: Van den Heuvel |                   |           |            | Zwarthoed, D. Prijor, Schilder, Schouten, Lo Fo Sang, Akouili 64', Brands 87' ( Luirink), Fafiani , Kuwas, Steltenpool 69' ( G. Prijor), Van Kippersluis RESERVEBANK: Timmermans, Wilffert, El Hamdi, Mertens, Philips | Mäenpää, Joppen 20', Altheer 57' ( Sevinç), Promes, Fleuren, Voorn 73', Kruijsen 73' 89' ( Gijzen), Elito 80' ( Balkestein), Van Crooij, Platje, Wolters RESERVEBANK: Verstappen, Maksimenko, Donkers |  |
| Bijz.: Nijholt geschorst na 5e gele kaart                                   |                   |           |            | | |  |

Speelronde 38:
| vrijdag 8 mei 2015, 20:00                                                     | VVV-Venlo                          | 3-1 (1-0) | N.E.C.  | Opstelling VVV-Venlo | Opstelling N.E.C. |  |
| Stadion: Stadion De Koel, Venlo Toeschouwers: 4.900 Arbiter: Sanders          | Platje 33' Wolters 65' Donkers 80' |           | 50' Ars | Mäenpää, Buwalda, Altheer, Promes, Fleuren, Voorn, Post 78', Nijholt, Van Crooij 83' ( Elito), Platje 79' ( Balkestein), Wolters 76' ( Donkers) RESERVEBANK: Verstappen, Maksimenko, Kruijsen, Gijzen | Vanhamel 76' ( Bijl), Appiah, Van Eijden 66', Conboy, Leiwakabessy 28' ( Disveld), Daemen 86', Breinburg, Diarra 46' ( Emilsson), Foor 32', Ars, Limbombe RESERVEBANK: Haitz, Waalkens |  |
| Stadion: Stadion De Koel, Venlo Toeschouwers: 4.900 Arbiter: Sanders          |                                    |           |         | Mäenpää, Buwalda, Altheer, Promes, Fleuren, Voorn, Post 78', Nijholt, Van Crooij 83' ( Elito), Platje 79' ( Balkestein), Wolters 76' ( Donkers) RESERVEBANK: Verstappen, Maksimenko, Kruijsen, Gijzen | Vanhamel 76' ( Bijl), Appiah, Van Eijden 66', Conboy, Leiwakabessy 28' ( Disveld), Daemen 86', Breinburg, Diarra 46' ( Emilsson), Foor 32', Ars, Limbombe RESERVEBANK: Haitz, Waalkens |  |
| Stadion: Stadion De Koel, Venlo Toeschouwers: 4.900 Arbiter: Sanders          |                                    |           |         | Mäenpää, Buwalda, Altheer, Promes, Fleuren, Voorn, Post 78', Nijholt, Van Crooij 83' ( Elito), Platje 79' ( Balkestein), Wolters 76' ( Donkers) RESERVEBANK: Verstappen, Maksimenko, Kruijsen, Gijzen | Vanhamel 76' ( Bijl), Appiah, Van Eijden 66', Conboy, Leiwakabessy 28' ( Disveld), Daemen 86', Breinburg, Diarra 46' ( Emilsson), Foor 32', Ars, Limbombe RESERVEBANK: Haitz, Waalkens |  |
| Bijz.: Joppen geschorst na 5e gele kaart. VVV plaatst zich voor de play-offs. |                                    |           |         | | |  |

### Play-offs
Eerste ronde heenwedstrijd:
| maandag 11 mei 2015, 20:45                                               | FC Oss  | 1-2 (1-2) | VVV-Venlo                     | Opstelling FC Oss | Opstelling VVV-Venlo |  |
| Stadion: Frans Heesen Stadion, Oss Toeschouwers: 1.985 Arbiter: Manschot | Kok 22' |           | 16' Wolters 37' Platje (pen.) | Koopmans, Jansen, Balk, Stuy van den Herik 41', Kok 36', 90', Van den Ouweland , Janssen 68', Sanusi, Bakx, Falkenstein 87' ( Ten Den), Kamaçi 67' ( Opoku) RESERVEBANK: Hengelman, Piqué, Ket, Snijders, Van der Sluys | Mäenpää, Joppen, Altheer 75' ( Buwalda), Promes, Fleuren, Voorn 56', Post 59', Nijholt 66' 71' ( Kruijsen), Van Crooij, Platje, Wolters 85' ( Balkestein) RESERVEBANK: Tabakis, Maksimenko, Donkers, Elito |  |
| Stadion: Frans Heesen Stadion, Oss Toeschouwers: 1.985 Arbiter: Manschot |         |           |                               | Koopmans, Jansen, Balk, Stuy van den Herik 41', Kok 36', 90', Van den Ouweland , Janssen 68', Sanusi, Bakx, Falkenstein 87' ( Ten Den), Kamaçi 67' ( Opoku) RESERVEBANK: Hengelman, Piqué, Ket, Snijders, Van der Sluys | Mäenpää, Joppen, Altheer 75' ( Buwalda), Promes, Fleuren, Voorn 56', Post 59', Nijholt 66' 71' ( Kruijsen), Van Crooij, Platje, Wolters 85' ( Balkestein) RESERVEBANK: Tabakis, Maksimenko, Donkers, Elito |  |
| Stadion: Frans Heesen Stadion, Oss Toeschouwers: 1.985 Arbiter: Manschot |         |           |                               | Koopmans, Jansen, Balk, Stuy van den Herik 41', Kok 36', 90', Van den Ouweland , Janssen 68', Sanusi, Bakx, Falkenstein 87' ( Ten Den), Kamaçi 67' ( Opoku) RESERVEBANK: Hengelman, Piqué, Ket, Snijders, Van der Sluys | Mäenpää, Joppen, Altheer 75' ( Buwalda), Promes, Fleuren, Voorn 56', Post 59', Nijholt 66' 71' ( Kruijsen), Van Crooij, Platje, Wolters 85' ( Balkestein) RESERVEBANK: Tabakis, Maksimenko, Donkers, Elito |  |
|                                                                          |         |           |                               | | |  |

Eerste ronde return:
| vrijdag 15 mei 2015, 18:30                                            | VVV-Venlo | 0-0 (0-0) | FC Oss | Opstelling VVV-Venlo | Opstelling FC Oss |  |
| Stadion: Stadion De Koel, Venlo Toeschouwers: 4.940 Arbiter: Liesveld |           |           |        | Mäenpää, Joppen, Buwalda, Promes, Fleuren, Voorn, Post 75' 90' ( Altheer), Nijholt, Van Crooij 90', Platje 81' ( Balkestein), Wolters 83' 86' ( Donkers) RESERVEBANK: Tabakis, Maksimenko, Kruijsen, Elito | Koopmans, Jansen 6', Balk 25', Ket, Van der Sluys, Van den Ouweland 60' ( Van den Meiracker), Janssen, Sanusi, Bakx, Falkenstein 77' ( Ten Den), Kamaçi 46' ( Opoku) RESERVEBANK: Hengelman, Piqué, Burgers, Snijders |  |
| Stadion: Stadion De Koel, Venlo Toeschouwers: 4.940 Arbiter: Liesveld |           |           |        | Mäenpää, Joppen, Buwalda, Promes, Fleuren, Voorn, Post 75' 90' ( Altheer), Nijholt, Van Crooij 90', Platje 81' ( Balkestein), Wolters 83' 86' ( Donkers) RESERVEBANK: Tabakis, Maksimenko, Kruijsen, Elito | Koopmans, Jansen 6', Balk 25', Ket, Van der Sluys, Van den Ouweland 60' ( Van den Meiracker), Janssen, Sanusi, Bakx, Falkenstein 77' ( Ten Den), Kamaçi 46' ( Opoku) RESERVEBANK: Hengelman, Piqué, Burgers, Snijders |  |
| Stadion: Stadion De Koel, Venlo Toeschouwers: 4.940 Arbiter: Liesveld |           |           |        | Mäenpää, Joppen, Buwalda, Promes, Fleuren, Voorn, Post 75' 90' ( Altheer), Nijholt, Van Crooij 90', Platje 81' ( Balkestein), Wolters 83' 86' ( Donkers) RESERVEBANK: Tabakis, Maksimenko, Kruijsen, Elito | Koopmans, Jansen 6', Balk 25', Ket, Van der Sluys, Van den Ouweland 60' ( Van den Meiracker), Janssen, Sanusi, Bakx, Falkenstein 77' ( Ten Den), Kamaçi 46' ( Opoku) RESERVEBANK: Hengelman, Piqué, Burgers, Snijders |  |
| Bijz.: VVV plaatst zich voor 2e ronde play-offs.                      |           |           |        | | |  |

Tweede ronde heenwedstrijd:
| vrijdag 22 mei 2015, 20:45                                          | VVV-Venlo | 0-1 (0-1) | NAC Breda     | Opstelling VVV-Venlo | Opstelling NAC Breda |  |
| Stadion: Stadion De Koel, Venlo Toeschouwers: 6.350 Arbiter: Mulder |           |           | 30' Fernandez | Mäenpää, Joppen , Buwalda, Promes, Fleuren, Voorn, Altheer 45' ( Kruijsen), Nijholt, Van Crooij, Platje, Wolters RESERVEBANK: Verstappen, Balkestein, Donkers, Elito, Maksimenko, Gijzen | Ten Rouwelaar, Ligeon, Marcellis , Drost 46' ( Swerts), Amieux, De Kamps 20', De Zeeuw 89' ( Suk), Naah, Seuntjens, Fernandez, Tighadouini 90' ( Matić) RESERVEBANK: Babos, Zschusschen, Borahsasar, De Roover |  |
| Stadion: Stadion De Koel, Venlo Toeschouwers: 6.350 Arbiter: Mulder |           |           |               | Mäenpää, Joppen , Buwalda, Promes, Fleuren, Voorn, Altheer 45' ( Kruijsen), Nijholt, Van Crooij, Platje, Wolters RESERVEBANK: Verstappen, Balkestein, Donkers, Elito, Maksimenko, Gijzen | Ten Rouwelaar, Ligeon, Marcellis , Drost 46' ( Swerts), Amieux, De Kamps 20', De Zeeuw 89' ( Suk), Naah, Seuntjens, Fernandez, Tighadouini 90' ( Matić) RESERVEBANK: Babos, Zschusschen, Borahsasar, De Roover |  |
| Stadion: Stadion De Koel, Venlo Toeschouwers: 6.350 Arbiter: Mulder |           |           |               | Mäenpää, Joppen , Buwalda, Promes, Fleuren, Voorn, Altheer 45' ( Kruijsen), Nijholt, Van Crooij, Platje, Wolters RESERVEBANK: Verstappen, Balkestein, Donkers, Elito, Maksimenko, Gijzen | Ten Rouwelaar, Ligeon, Marcellis , Drost 46' ( Swerts), Amieux, De Kamps 20', De Zeeuw 89' ( Suk), Naah, Seuntjens, Fernandez, Tighadouini 90' ( Matić) RESERVEBANK: Babos, Zschusschen, Borahsasar, De Roover |  |
| Bijz.: Post geschorst na 2e gele kaart in de play-offs.             |           |           |               | | |  |

Tweede ronde return:
| maandag 25 mei 2015, 16:45                                                 | NAC Breda                            | 3-0 (1-0) | VVV-Venlo | Opstelling NAC Breda | Opstelling VVV-Venlo |  |
| Stadion: Rat Verlegh Stadion, Breda Toeschouwers: 16.800 Arbiter: Kamphuis | Fernandez 43' Naah 70' Fernandez 74' |           |           | Ten Rouwelaar, Ligeon 33', Marcellis , Drost, Amieux 20', De Zeeuw, Naah, Seuntjens 79' ( Suk), Matić, Fernandez 76' ( Borahsasar), Tighadouini 87' ( Zschusschen) RESERVEBANK: Babos, De Roover, De Kamps, Swerts | Mäenpää, Joppen, Buwalda, Promes, Fleuren, Voorn 70' 71' ( Kruijsen), Post , Nijholt 62' ( Balkestein 81'), Van Crooij 82' ( Gijzen), Platje, Wolters RESERVEBANK: Verstappen, Maksimenko, Donkers, Elito |  |
| Stadion: Rat Verlegh Stadion, Breda Toeschouwers: 16.800 Arbiter: Kamphuis |                                      |           |           | Ten Rouwelaar, Ligeon 33', Marcellis , Drost, Amieux 20', De Zeeuw, Naah, Seuntjens 79' ( Suk), Matić, Fernandez 76' ( Borahsasar), Tighadouini 87' ( Zschusschen) RESERVEBANK: Babos, De Roover, De Kamps, Swerts | Mäenpää, Joppen, Buwalda, Promes, Fleuren, Voorn 70' 71' ( Kruijsen), Post , Nijholt 62' ( Balkestein 81'), Van Crooij 82' ( Gijzen), Platje, Wolters RESERVEBANK: Verstappen, Maksimenko, Donkers, Elito |  |
| Stadion: Rat Verlegh Stadion, Breda Toeschouwers: 16.800 Arbiter: Kamphuis |                                      |           |           | Ten Rouwelaar, Ligeon 33', Marcellis , Drost, Amieux 20', De Zeeuw, Naah, Seuntjens 79' ( Suk), Matić, Fernandez 76' ( Borahsasar), Tighadouini 87' ( Zschusschen) RESERVEBANK: Babos, De Roover, De Kamps, Swerts | Mäenpää, Joppen, Buwalda, Promes, Fleuren, Voorn 70' 71' ( Kruijsen), Post , Nijholt 62' ( Balkestein 81'), Van Crooij 82' ( Gijzen), Platje, Wolters RESERVEBANK: Verstappen, Maksimenko, Donkers, Elito |  |
| Bijz.: VVV uitgeschakeld in playoffs, NAC door naar finale.                |                                      |           |           | | |  |

### KNVB beker
Tweede ronde:
| dinsdag 23 september 2014, 20:00                                                                                                 | VVV-Venlo                                     | 0-0 n.v. 0-0 (0-0) 4-2 pen. | FC Eindhoven                      | Opstelling VVV-Venlo | Opstelling FC Eindhoven |  |
| Stadion: Stadion De Koel, Venlo Toeschouwers: 2.323 Arbiter: Makkelie                                                            | Khalouta Gijzen Kruijsen Schroijen Van Crooij |                             | Nieveld Deschilder Sleegers Gunst | Mäenpää, Joppen , Buwalda, Maksimenko 90' ( Balkestein), Fleuren, Sevinç, Kruijsen, Gijzen, Elito 60' ( Van Crooij), Khalouta, Wolters 67' ( Schroijen) RESERVEBANK: Wintjens, Otsu, Donkers, Altheer | Kramer, Durwael, Nieveld, De Wilde, Gunst, Van Son 97' ( Bourdouxhe), Deschilder, Van den Boomen 106' ( Van den Hurk), Sleegers, Boere, Van Hout 68' ( Hunte) RESERVEBANK: Kairies, N'Toko, Karg, Swinnen |  |
| Stadion: Stadion De Koel, Venlo Toeschouwers: 2.323 Arbiter: Makkelie                                                            |                                               |                             |                                   | Mäenpää, Joppen , Buwalda, Maksimenko 90' ( Balkestein), Fleuren, Sevinç, Kruijsen, Gijzen, Elito 60' ( Van Crooij), Khalouta, Wolters 67' ( Schroijen) RESERVEBANK: Wintjens, Otsu, Donkers, Altheer | Kramer, Durwael, Nieveld, De Wilde, Gunst, Van Son 97' ( Bourdouxhe), Deschilder, Van den Boomen 106' ( Van den Hurk), Sleegers, Boere, Van Hout 68' ( Hunte) RESERVEBANK: Kairies, N'Toko, Karg, Swinnen |  |
| Stadion: Stadion De Koel, Venlo Toeschouwers: 2.323 Arbiter: Makkelie                                                            |                                               |                             |                                   | Mäenpää, Joppen , Buwalda, Maksimenko 90' ( Balkestein), Fleuren, Sevinç, Kruijsen, Gijzen, Elito 60' ( Van Crooij), Khalouta, Wolters 67' ( Schroijen) RESERVEBANK: Wintjens, Otsu, Donkers, Altheer | Kramer, Durwael, Nieveld, De Wilde, Gunst, Van Son 97' ( Bourdouxhe), Deschilder, Van den Boomen 106' ( Van den Hurk), Sleegers, Boere, Van Hout 68' ( Hunte) RESERVEBANK: Kairies, N'Toko, Karg, Swinnen |  |
| Bijz.: 0-0 na verlenging, 4-2 na penalty's. VVV plaatst zich voor de derde ronde. Promes geschorst (4e wedstrijd) na rode kaart. |                                               |                             |                                   | | |  |

Derde ronde:
| dinsdag 28 oktober 2014, 20:00                                                            | VVV-Venlo                 | 2-0 (1-0) | MVV | Opstelling VVV-Venlo | Opstelling MVV |  |
| Stadion: Stadion De Koel, Venlo Toeschouwers: 1.900 Arbiter: Kamphuis                     | Van Crooij 38' Platje 68' |           |     | Wintjens, Joppen , Buwalda, Promes, Fleuren, Kruijsen, Post 65' ( Gijzen), Van Crooij 90' ( Simmons), Otsu, Platje, Wolters 56' 82' ( Elito) RESERVEBANK: Verstappen, Balkestein, Khalouta, Schroijen | Coppens, Moustafa 57', Knops 79' ( Hikspoors), Kuipers, Ofori, Vorthoren, Smeets, Ospitalieri 46' ( Vink), Brouwers, Braken, Croux RESERVEBANK: Verhulst, Maatsen, Alessandro, Wijnen |  |
| Stadion: Stadion De Koel, Venlo Toeschouwers: 1.900 Arbiter: Kamphuis                     |                           |           |     | Wintjens, Joppen , Buwalda, Promes, Fleuren, Kruijsen, Post 65' ( Gijzen), Van Crooij 90' ( Simmons), Otsu, Platje, Wolters 56' 82' ( Elito) RESERVEBANK: Verstappen, Balkestein, Khalouta, Schroijen | Coppens, Moustafa 57', Knops 79' ( Hikspoors), Kuipers, Ofori, Vorthoren, Smeets, Ospitalieri 46' ( Vink), Brouwers, Braken, Croux RESERVEBANK: Verhulst, Maatsen, Alessandro, Wijnen |  |
| Stadion: Stadion De Koel, Venlo Toeschouwers: 1.900 Arbiter: Kamphuis                     |                           |           |     | Wintjens, Joppen , Buwalda, Promes, Fleuren, Kruijsen, Post 65' ( Gijzen), Van Crooij 90' ( Simmons), Otsu, Platje, Wolters 56' 82' ( Elito) RESERVEBANK: Verstappen, Balkestein, Khalouta, Schroijen | Coppens, Moustafa 57', Knops 79' ( Hikspoors), Kuipers, Ofori, Vorthoren, Smeets, Ospitalieri 46' ( Vink), Brouwers, Braken, Croux RESERVEBANK: Verhulst, Maatsen, Alessandro, Wijnen |  |
| Bijz.: VVV plaatst zich voor het eerst sinds het seizoen 2005/06 voor de achtste finales. |                           |           |     | | |  |

Achtste finale:
| dinsdag 18 december 2014, 18:30                             | VVV-Venlo | 0-1 (0-1) | PEC Zwolle | Opstelling VVV-Venlo | Opstelling PEC Zwolle |  |
| Stadion: Stadion De Koel, Venlo Toeschouwers: 2.800 Nijhuis |           |           | 12' Necid  | Mäenpää, Joppen 85' ( Simmons), Buwalda 80' ( Balkestein), Promes, Fleuren, Altheer 61' ( Elito), Post , Sevinç, Van Crooij, Platje, Wolters RESERVEBANK: Wintjens, Maksimenko, Kruijsen, Gijzen | Hahn, Van Polen , Lam, Van der Werff, Van Hintum, Brama, Drost, Rienstra, Lukoki, Necid 78' ( Nijland), Thomas 75' ( Saymak) RESERVEBANK: Begois, Dekker, Moro, Pereira, Ehizibue |  |
| Stadion: Stadion De Koel, Venlo Toeschouwers: 2.800 Nijhuis |           |           |            | Mäenpää, Joppen 85' ( Simmons), Buwalda 80' ( Balkestein), Promes, Fleuren, Altheer 61' ( Elito), Post , Sevinç, Van Crooij, Platje, Wolters RESERVEBANK: Wintjens, Maksimenko, Kruijsen, Gijzen | Hahn, Van Polen , Lam, Van der Werff, Van Hintum, Brama, Drost, Rienstra, Lukoki, Necid 78' ( Nijland), Thomas 75' ( Saymak) RESERVEBANK: Begois, Dekker, Moro, Pereira, Ehizibue |  |
| Stadion: Stadion De Koel, Venlo Toeschouwers: 2.800 Nijhuis |           |           |            | Mäenpää, Joppen 85' ( Simmons), Buwalda 80' ( Balkestein), Promes, Fleuren, Altheer 61' ( Elito), Post , Sevinç, Van Crooij, Platje, Wolters RESERVEBANK: Wintjens, Maksimenko, Kruijsen, Gijzen | Hahn, Van Polen , Lam, Van der Werff, Van Hintum, Brama, Drost, Rienstra, Lukoki, Necid 78' ( Nijland), Thomas 75' ( Saymak) RESERVEBANK: Begois, Dekker, Moro, Pereira, Ehizibue |  |
| Bijz.: VVV uitgeschakeld, PEC door naar kwartfinale.        |           |           |            | | |  |

## Oefenwedstrijden

### Voorbereiding
| zaterdag 5 juli 2014, 16:00                                                    | VVV'03 | 0-11 (0-6) | VVV-Venlo | Opstelling VVV'03 | Opstelling VVV-Venlo |
| Stadion: Sportpark "Herungerberg", Venlo Toeschouwers: 500 Arbiter: Van Boekel |        |            | 5' Duarte 20' Van Crooij 27' Van Crooij 29' Cooper 31' Cooper 41' Gijzen 50' Simmons 63' Khalouta 65' Khalouta 68' Khalouta 80' Khalouta |                   | Mäenpää 46' ( Wintjens ), Donkers 46' ( Ascroft), Promes 46' ( Vilters), Balkestein 46' ( Altheer), Fleuren 46' ( Schroijen), Leemans 46' ( Kruijsen), Duarte 46' ( Otsu), Gijzen 46' ( Sevinç), Van Crooij 46' ( Simmons), Cooper 46' ( Khalouta), Wolters 46' ( Hendriks) |
| Stadion: Sportpark "Herungerberg", Venlo Toeschouwers: 500 Arbiter: Van Boekel |        |            | |                   | Mäenpää 46' ( Wintjens ), Donkers 46' ( Ascroft), Promes 46' ( Vilters), Balkestein 46' ( Altheer), Fleuren 46' ( Schroijen), Leemans 46' ( Kruijsen), Duarte 46' ( Otsu), Gijzen 46' ( Sevinç), Van Crooij 46' ( Simmons), Cooper 46' ( Khalouta), Wolters 46' ( Hendriks) |
| Stadion: Sportpark "Herungerberg", Venlo Toeschouwers: 500 Arbiter: Van Boekel |        |            | |                   | Mäenpää 46' ( Wintjens ), Donkers 46' ( Ascroft), Promes 46' ( Vilters), Balkestein 46' ( Altheer), Fleuren 46' ( Schroijen), Leemans 46' ( Kruijsen), Duarte 46' ( Otsu), Gijzen 46' ( Sevinç), Van Crooij 46' ( Simmons), Cooper 46' ( Khalouta), Wolters 46' ( Hendriks) |
| Bijz.: Ken Leemans en Bruno Duarte spelen op proef mee.                        |        |            | |                   | |

| zaterdag 12 juli 2014, 18:00                                                       | EVV | 0-1 (0-0) | VVV-Venlo   | Opstelling EVV | Opstelling VVV-Venlo |
| Stadion: Sportpark "In de Bandert", Echt Toeschouwers: 500 Arbiter: Kok            |     |           | 73' Simmons |                | Wintjens 46' ( Verstappen ), Mohammad 61' ( Donkers), Promes 61' ( Ascroft), Altheer 61' ( Balkestein), Fleuren 61' ( Müller), Gijzen 61' ( Leemans), Sevinç 61' ( Hendriks), Kruijsen 61' ( Schroijen), Khalouta 61' ( Simmons), Otsu 61' ( Cooper), Wolters 61' ( Van Crooij) RESERVEBANK: Vilters, Kličić |
| Stadion: Sportpark "In de Bandert", Echt Toeschouwers: 500 Arbiter: Kok            |     |           |             |                | Wintjens 46' ( Verstappen ), Mohammad 61' ( Donkers), Promes 61' ( Ascroft), Altheer 61' ( Balkestein), Fleuren 61' ( Müller), Gijzen 61' ( Leemans), Sevinç 61' ( Hendriks), Kruijsen 61' ( Schroijen), Khalouta 61' ( Simmons), Otsu 61' ( Cooper), Wolters 61' ( Van Crooij) RESERVEBANK: Vilters, Kličić |
| Stadion: Sportpark "In de Bandert", Echt Toeschouwers: 500 Arbiter: Kok            |     |           |             |                | Wintjens 46' ( Verstappen ), Mohammad 61' ( Donkers), Promes 61' ( Ascroft), Altheer 61' ( Balkestein), Fleuren 61' ( Müller), Gijzen 61' ( Leemans), Sevinç 61' ( Hendriks), Kruijsen 61' ( Schroijen), Khalouta 61' ( Simmons), Otsu 61' ( Cooper), Wolters 61' ( Van Crooij) RESERVEBANK: Vilters, Kličić |
| Bijz.: Ken Leemans, Necirwan Khalil Mohammad en Marius Müller spelen op proef mee. |     |           |             |                | |

| woensdag 16 juli 2014, 18:30                                            | VVV-Venlo              | 2-6 (1-0) | FC Porto                                                                               | Opstelling VVV-Venlo | Opstelling FC Porto |  |
| Stadion: Sportpark "De Wieën", Venray Toeschouwers: 1.800 Arbiter: Blom | Wolters 40' Sevinç 90' |           | 52' Leemans (e.d.) 62' Josué 65' Ricardo Pereira 70' Carlos Eduardo 80' Tello 81' Sami | Mäenpää 46' ( Verstappen ), D'Alberto 46' ( Donkers), Promes 46' ( Ascroft), Balkestein 46' ( Vilters), Fleuren 46' ( Kruijsen), Gijzen 46' ( Leemans), Altheer 46' ( Sevinç), Schroijen 46' ( Hendriks), Otsu 46' ( Elito), Khalouta 46' ( Nwofor), Wolters 46' ( Van Crooij) RESERVEBANK: Cooper, Simmons | Fabiano 46' ( Ricardo Nunes), Danilo 54' ( Opare), Maicon 75' ( Graça), Lichnovsky 57' ( Abdoulaye ), Alex Sandro 57' ( Kayembe), Rúben Neves 70' ( Tello), Evandro 46' ( Carlos Eduardo), Óliver 57' ( Josué), Quaresma 54' ( Sami), Gonçalo Paciência 46' ( Ricardo Pereira), Adrián López 54' ( Kelvin) RESERVEBANK: Kadú |  |
| Stadion: Sportpark "De Wieën", Venray Toeschouwers: 1.800 Arbiter: Blom |                        |           |                                                                                        | Mäenpää 46' ( Verstappen ), D'Alberto 46' ( Donkers), Promes 46' ( Ascroft), Balkestein 46' ( Vilters), Fleuren 46' ( Kruijsen), Gijzen 46' ( Leemans), Altheer 46' ( Sevinç), Schroijen 46' ( Hendriks), Otsu 46' ( Elito), Khalouta 46' ( Nwofor), Wolters 46' ( Van Crooij) RESERVEBANK: Cooper, Simmons | Fabiano 46' ( Ricardo Nunes), Danilo 54' ( Opare), Maicon 75' ( Graça), Lichnovsky 57' ( Abdoulaye ), Alex Sandro 57' ( Kayembe), Rúben Neves 70' ( Tello), Evandro 46' ( Carlos Eduardo), Óliver 57' ( Josué), Quaresma 54' ( Sami), Gonçalo Paciência 46' ( Ricardo Pereira), Adrián López 54' ( Kelvin) RESERVEBANK: Kadú |  |
| Stadion: Sportpark "De Wieën", Venray Toeschouwers: 1.800 Arbiter: Blom |                        |           |                                                                                        | Mäenpää 46' ( Verstappen ), D'Alberto 46' ( Donkers), Promes 46' ( Ascroft), Balkestein 46' ( Vilters), Fleuren 46' ( Kruijsen), Gijzen 46' ( Leemans), Altheer 46' ( Sevinç), Schroijen 46' ( Hendriks), Otsu 46' ( Elito), Khalouta 46' ( Nwofor), Wolters 46' ( Van Crooij) RESERVEBANK: Cooper, Simmons | Fabiano 46' ( Ricardo Nunes), Danilo 54' ( Opare), Maicon 75' ( Graça), Lichnovsky 57' ( Abdoulaye ), Alex Sandro 57' ( Kayembe), Rúben Neves 70' ( Tello), Evandro 46' ( Carlos Eduardo), Óliver 57' ( Josué), Quaresma 54' ( Sami), Gonçalo Paciência 46' ( Ricardo Pereira), Adrián López 54' ( Kelvin) RESERVEBANK: Kadú |  |
| Bijz.: Ken Leemans en Anthony D'Alberto spelen op proef mee.            |                        |           |                                                                                        | | |  |

| zaterdag 19 juli 2014, 19:00                                               | Wittenhorst | 0-3 (0-1) | VVV-Venlo                    | Opstelling Wittenhorst | Opstelling VVV-Venlo |
| Stadion: Sportpark "Ter Horst", Horst Toeschouwers: 500 Arbiter: Tunnissen |             |           | 45' Otsu 49' Promes 56' Otsu |                        | Wintjens , D'Alberto, Promes 80' ( Donkers), Balkestein 46' ( Leemans), Schroijen 46' ( Fleuren), Altheer 41' ( Sevinç), Otsu 80' ( Van Crooij), Kruijsen 80' ( Hendriks), Khalouta 46' ( Gijzen), Nwofor 80' ( Simmons), Wolters 46' ( Elito) RESERVEBANK: Verstappen |
| Stadion: Sportpark "Ter Horst", Horst Toeschouwers: 500 Arbiter: Tunnissen |             |           |                              |                        | Wintjens , D'Alberto, Promes 80' ( Donkers), Balkestein 46' ( Leemans), Schroijen 46' ( Fleuren), Altheer 41' ( Sevinç), Otsu 80' ( Van Crooij), Kruijsen 80' ( Hendriks), Khalouta 46' ( Gijzen), Nwofor 80' ( Simmons), Wolters 46' ( Elito) RESERVEBANK: Verstappen |
| Stadion: Sportpark "Ter Horst", Horst Toeschouwers: 500 Arbiter: Tunnissen |             |           |                              |                        | Wintjens , D'Alberto, Promes 80' ( Donkers), Balkestein 46' ( Leemans), Schroijen 46' ( Fleuren), Altheer 41' ( Sevinç), Otsu 80' ( Van Crooij), Kruijsen 80' ( Hendriks), Khalouta 46' ( Gijzen), Nwofor 80' ( Simmons), Wolters 46' ( Elito) RESERVEBANK: Verstappen |
| Bijz.: Ken Leemans en Anthony D'Alberto spelen op proef mee.               |             |           |                              |                        | |

| zaterdag 26 juli 2014, 19:00 | VVV-Venlo | 0-2 (0-0) | AZ                      | Opstelling VVV-Venlo | Opstelling AZ |  |
| Stadion: Stadion De Koel, Venlo Toeschouwers: 3.000 Arbiter: Van de Graaf |           |           | 84' Henriksen 90' Ortíz | Mäenpää , Donkers 62' ( Balkestein), Promes 76' ( Janse), Altheer, Fleuren, Sevinç 76' ( Leemans), Otsu, Gijzen 62' ( Kruijsen), Khalouta 79' ( Elito), Nwofor 90' ( Van Crooij), Wolters 84' ( Schroijen) RESERVEBANK: Wintjens, Hendriks, Simmons | Esteban, Johansson, Gouweleeuw, Wuytens, Poulsen, Gudelj 75', Ortíz, Henriksen, Berghuis 46' ( Babalj), Tanković 63' ( Overtoom), Hupperts 46' ( Rosheuvel) RESERVEBANK: De Winter, Rochet, Gorter, Elm, Anderson, Haps, Haye, Hoedt, Luckassen |  |
| Stadion: Stadion De Koel, Venlo Toeschouwers: 3.000 Arbiter: Van de Graaf |           |           |                         | Mäenpää , Donkers 62' ( Balkestein), Promes 76' ( Janse), Altheer, Fleuren, Sevinç 76' ( Leemans), Otsu, Gijzen 62' ( Kruijsen), Khalouta 79' ( Elito), Nwofor 90' ( Van Crooij), Wolters 84' ( Schroijen) RESERVEBANK: Wintjens, Hendriks, Simmons | Esteban, Johansson, Gouweleeuw, Wuytens, Poulsen, Gudelj 75', Ortíz, Henriksen, Berghuis 46' ( Babalj), Tanković 63' ( Overtoom), Hupperts 46' ( Rosheuvel) RESERVEBANK: De Winter, Rochet, Gorter, Elm, Anderson, Haps, Haye, Hoedt, Luckassen |  |
| Stadion: Stadion De Koel, Venlo Toeschouwers: 3.000 Arbiter: Van de Graaf |           |           |                         | Mäenpää , Donkers 62' ( Balkestein), Promes 76' ( Janse), Altheer, Fleuren, Sevinç 76' ( Leemans), Otsu, Gijzen 62' ( Kruijsen), Khalouta 79' ( Elito), Nwofor 90' ( Van Crooij), Wolters 84' ( Schroijen) RESERVEBANK: Wintjens, Hendriks, Simmons | Esteban, Johansson, Gouweleeuw, Wuytens, Poulsen, Gudelj 75', Ortíz, Henriksen, Berghuis 46' ( Babalj), Tanković 63' ( Overtoom), Hupperts 46' ( Rosheuvel) RESERVEBANK: De Winter, Rochet, Gorter, Elm, Anderson, Haps, Haye, Hoedt, Luckassen |  |
| Bijz.: 11e editie Herman Teeuwen Memorial. Tevens ter ere van het 60-jarig jubileum van de wedstrijd Alkmaar - Venlo uit 1954, de eerste wedstrijd tussen twee professionele voetbalteams op Nederlandse bodem die de start van betaald voetbal in Nederland markeert. Ken Leemans en Jens Janse spelen op proef mee. |           |           |                         | | |  |

| zaterdag 2 augustus 2014, 16:00                                                            | FC Dordrecht     | 1-2 (0-1) | VVV-Venlo               | Opstelling FC Dordrecht | Opstelling VVV-Venlo |  |
| Stadion: Riwal Hoogwerkers Stadion, Dordrecht Toeschouwers: 2.500 Arbiter: Van den Kerkhof | Troost-Ekong 79' |           | 18' Gijzen 59' Khalouta | Kurto, Fortes, Haddad, Troost-Ekong, Peersman, Van Overeem 76' ( De Wit), Ojo , Gosens, Meulens 58' ( Hamdaoui), Lieder, Korte 74' ( Pisas) RESERVEBANK: Te Loeke, Vet, Van Deelen | Mäenpää , Donkers 64' ( Schroijen), Promes, Balkestein 59' ( Sheriff), Fleuren, Gijzen 46' ( Sevinç), Altheer, Kruijsen 79' ( Hendriks), Khalouta 64' ( Elito), Nwofor 84' ( Van Crooij), Wolters 75' ( Simmons) RESERVEBANK: Verstappen |  |
| Stadion: Riwal Hoogwerkers Stadion, Dordrecht Toeschouwers: 2.500 Arbiter: Van den Kerkhof |                  |           |                         | Kurto, Fortes, Haddad, Troost-Ekong, Peersman, Van Overeem 76' ( De Wit), Ojo , Gosens, Meulens 58' ( Hamdaoui), Lieder, Korte 74' ( Pisas) RESERVEBANK: Te Loeke, Vet, Van Deelen | Mäenpää , Donkers 64' ( Schroijen), Promes, Balkestein 59' ( Sheriff), Fleuren, Gijzen 46' ( Sevinç), Altheer, Kruijsen 79' ( Hendriks), Khalouta 64' ( Elito), Nwofor 84' ( Van Crooij), Wolters 75' ( Simmons) RESERVEBANK: Verstappen |  |
| Stadion: Riwal Hoogwerkers Stadion, Dordrecht Toeschouwers: 2.500 Arbiter: Van den Kerkhof |                  |           |                         | Kurto, Fortes, Haddad, Troost-Ekong, Peersman, Van Overeem 76' ( De Wit), Ojo , Gosens, Meulens 58' ( Hamdaoui), Lieder, Korte 74' ( Pisas) RESERVEBANK: Te Loeke, Vet, Van Deelen | Mäenpää , Donkers 64' ( Schroijen), Promes, Balkestein 59' ( Sheriff), Fleuren, Gijzen 46' ( Sevinç), Altheer, Kruijsen 79' ( Hendriks), Khalouta 64' ( Elito), Nwofor 84' ( Van Crooij), Wolters 75' ( Simmons) RESERVEBANK: Verstappen |  |
| Bijz.: Ramil Sheriff speelt op proef mee.                                                  |                  |           |                         | | |  |

### Tijdens het seizoen
| zaterdag 10 januari 2015, 14:30                                                                                  | VVV-Venlo | 0-1 (0-0) | Achilles '29 | Opstelling VVV-Venlo | Opstelling Achilles '29 |  |
| Stadion: Stadion De Koel, Venlo Toeschouwers: 500 Arbiter: Van Herk                                              |           |           | 62' Sürmeli  | Wintjens 46' ( Verstappen), Joppen 74' ( Hendriks), Buwalda 46' ( Balkestein), Promes, Fleuren 68' ( Maksimenko), Kruijsen 46' ( Sevinç 54'), Nijholt 46' ( Gijzen), Van Crooij 46' ( Elito), Platje, Khalouta, Wolters 56' ( Simmons) RESERVEBANK: Schroijen, Ascroft, Cooper, Donkers | Ter Wielen, Edwards 63' ( Kaak), Dingil 63' ( Zeller), Sanders 63' ( Konings), Van de Groes, Verhoeven, Sürmeli, Van Steen, Thoone, Wiafe Danquah 46' ( Zijler), Hendriks 63' ( Worm) RESERVEBANK: Derks |  |
| Stadion: Stadion De Koel, Venlo Toeschouwers: 500 Arbiter: Van Herk                                              |           |           |              | Wintjens 46' ( Verstappen), Joppen 74' ( Hendriks), Buwalda 46' ( Balkestein), Promes, Fleuren 68' ( Maksimenko), Kruijsen 46' ( Sevinç 54'), Nijholt 46' ( Gijzen), Van Crooij 46' ( Elito), Platje, Khalouta, Wolters 56' ( Simmons) RESERVEBANK: Schroijen, Ascroft, Cooper, Donkers | Ter Wielen, Edwards 63' ( Kaak), Dingil 63' ( Zeller), Sanders 63' ( Konings), Van de Groes, Verhoeven, Sürmeli, Van Steen, Thoone, Wiafe Danquah 46' ( Zijler), Hendriks 63' ( Worm) RESERVEBANK: Derks |  |
| Stadion: Stadion De Koel, Venlo Toeschouwers: 500 Arbiter: Van Herk                                              |           |           |              | Wintjens 46' ( Verstappen), Joppen 74' ( Hendriks), Buwalda 46' ( Balkestein), Promes, Fleuren 68' ( Maksimenko), Kruijsen 46' ( Sevinç 54'), Nijholt 46' ( Gijzen), Van Crooij 46' ( Elito), Platje, Khalouta, Wolters 56' ( Simmons) RESERVEBANK: Schroijen, Ascroft, Cooper, Donkers | Ter Wielen, Edwards 63' ( Kaak), Dingil 63' ( Zeller), Sanders 63' ( Konings), Van de Groes, Verhoeven, Sürmeli, Van Steen, Thoone, Wiafe Danquah 46' ( Zijler), Hendriks 63' ( Worm) RESERVEBANK: Derks |  |
| Bijz.: Gianluca Nijholt speelt op proef mee. Wedstrijd in 47e minuut tijdelijk gestaakt vanwege hevige regenval. |           |           |              | | |  |

| woensdag 14 januari 2015, 19:30                                      | VVV-Venlo                   | 2-1 (1-1) | JVC Cuijk        | Opstelling VVV-Venlo | Opstelling JVC Cuijk |  |
| Stadion: Stadion De Koel, Venlo Toeschouwers: 250 Arbiter: Tunnissen | Khalouta 35' Balkestein 47' |           | 24' Latupeirissa | Mäenpää, Buwalda, Balkestein, Promes, Maksimenko, Post 63' ( Kruijsen), Nijholt 75' 76' ( Hendriks), Van Crooij 76' ( Sevinç), Khalouta 43' ( Elito), Platje 46' ( Gijzen), Wolters RESERVEBANK: Wintjens, Schroijen, Donkers, Simmons | Van Gerwen, Carmelia, Van Putten, Ritzen 88' ( Van Loon), Hattu, Bouwmeester 80' ( Chi), Öztürk, Schaap, Prent 69' ( Renirie), Van der Laan 69' ( Fennebeumer), Latupeirissa 69' ( Visser) RESERVEBANK: Witt, Kuijpers, Aktas, Grotenhuis |  |
| Stadion: Stadion De Koel, Venlo Toeschouwers: 250 Arbiter: Tunnissen |                             |           |                  | Mäenpää, Buwalda, Balkestein, Promes, Maksimenko, Post 63' ( Kruijsen), Nijholt 75' 76' ( Hendriks), Van Crooij 76' ( Sevinç), Khalouta 43' ( Elito), Platje 46' ( Gijzen), Wolters RESERVEBANK: Wintjens, Schroijen, Donkers, Simmons | Van Gerwen, Carmelia, Van Putten, Ritzen 88' ( Van Loon), Hattu, Bouwmeester 80' ( Chi), Öztürk, Schaap, Prent 69' ( Renirie), Van der Laan 69' ( Fennebeumer), Latupeirissa 69' ( Visser) RESERVEBANK: Witt, Kuijpers, Aktas, Grotenhuis |  |
| Stadion: Stadion De Koel, Venlo Toeschouwers: 250 Arbiter: Tunnissen |                             |           |                  | Mäenpää, Buwalda, Balkestein, Promes, Maksimenko, Post 63' ( Kruijsen), Nijholt 75' 76' ( Hendriks), Van Crooij 76' ( Sevinç), Khalouta 43' ( Elito), Platje 46' ( Gijzen), Wolters RESERVEBANK: Wintjens, Schroijen, Donkers, Simmons | Van Gerwen, Carmelia, Van Putten, Ritzen 88' ( Van Loon), Hattu, Bouwmeester 80' ( Chi), Öztürk, Schaap, Prent 69' ( Renirie), Van der Laan 69' ( Fennebeumer), Latupeirissa 69' ( Visser) RESERVEBANK: Witt, Kuijpers, Aktas, Grotenhuis |  |
| Bijz.: Gianluca Nijholt speelt op proef mee.                         |                             |           |                  | | |  |

| woensdag 25 maart 2015, 14:30                       | VVV-Venlo    | 1-1 (0-1) | FC Oss     | Opstelling VVV-Venlo | Opstelling FC Oss |
| Stadion: Stadion De Koel, Venlo Arbiter: Van Lierop | Khalouta 73' |           | 27' Kamaçi | Verstappen, Donkers, Altheer, Promes , Fleuren, Gijzen, Sevinç, Hendriks, Elito, Khalouta, Wolters 70' ( Ramadhani) RESERVEBANK: Tabakis, Korkmaz, Bezzat, Vilters |                   |
| Stadion: Stadion De Koel, Venlo Arbiter: Van Lierop |              |           |            | Verstappen, Donkers, Altheer, Promes , Fleuren, Gijzen, Sevinç, Hendriks, Elito, Khalouta, Wolters 70' ( Ramadhani) RESERVEBANK: Tabakis, Korkmaz, Bezzat, Vilters |                   |
| Stadion: Stadion De Koel, Venlo Arbiter: Van Lierop |              |           |            | Verstappen, Donkers, Altheer, Promes , Fleuren, Gijzen, Sevinç, Hendriks, Elito, Khalouta, Wolters 70' ( Ramadhani) RESERVEBANK: Tabakis, Korkmaz, Bezzat, Vilters |                   |
|                                                     |              |           |            | |                   |

## Eindstand
| №  | Club             | WG | W  | G  | V  | DV  | DT | +/– | Punten |
| -- | ---------------- | -- | -- | -- | -- | --- | -- | --- | ------ |
|    | NEC Nijmegen     | 38 | 33 | 2  | 3  | 100 | 32 | +68 | 101    |
| 2  | FC Eindhoven     | 38 | 26 | 2  | 10 | 70  | 39 | +31 | 80     |
| 3  | Roda JC          | 38 | 21 | 6  | 11 | 69  | 58 | +11 | 69     |
| 4  | FC Emmen         | 38 | 19 | 10 | 9  | 88  | 57 | +31 | 67     |
| 5  | FC Volendam      | 38 | 18 | 8  | 12 | 83  | 68 | +15 | 62     |
| 6  | De Graafschap    | 38 | 18 | 7  | 13 | 73  | 49 | +24 | 61     |
| 7  | VVV-Venlo        | 38 | 16 | 12 | 10 | 48  | 43 | +5  | 60     |
| 8  | Sparta Rotterdam | 38 | 16 | 10 | 12 | 72  | 46 | +26 | 58     |
| 9  | FC Oss           | 38 | 17 | 5  | 16 | 73  | 67 | +6  | 56     |
| 10 | Almere City FC   | 38 | 13 | 9  | 16 | 64  | 63 | +1  | 48     |
| 11 | MVV Maastricht   | 38 | 14 | 6  | 18 | 51  | 70 | –19 | 48     |
| 12 | Jong Ajax        | 38 | 12 | 11 | 15 | 64  | 67 | –3  | 47     |
| 13 | Jong FC Twente   | 38 | 12 | 11 | 15 | 49  | 64 | –15 | 47     |
| 14 | Jong PSV         | 38 | 11 | 13 | 14 | 50  | 56 | –6  | 46     |
| 15 | Telstar          | 38 | 12 | 6  | 20 | 53  | 68 | –15 | 42     |
| 16 | FC Den Bosch     | 38 | 10 | 9  | 19 | 46  | 61 | –15 | 39     |
| 17 | Helmond Sport    | 38 | 10 | 8  | 20 | 52  | 85 | –33 | 38     |
| 18 | Achilles '29     | 38 | 8  | 9  | 21 | 44  | 71 | –27 | 33     |
| 19 | Fortuna Sittard  | 38 | 7  | 8  | 23 | 30  | 72 | –42 | 29     |
| 20 | RKC Waalwijk     | 38 | 7  | 8  | 23 | 39  | 82 | –43 | 29     |

## Statistieken

### Eindstand VVV-Venlo in Eerste divisie 2014/2015
| Stand | Gespeeld | Gewonnen | Gelijk | Verloren | Punten | Doelpunten voor | Doelpunten tegen | Gele kaarten | Rode kaarten |
| ----- | -------- | -------- | ------ | -------- | ------ | --------------- | ---------------- | ------------ | ------------ |
| 7e    | 38       | 16       | 12     | 10       | 60     | 48              | 43               | 61           | 6            |

### Stand, punten en doelpunten per speelronde 2014/2015
| Speelronde                            | 1  | 2   | 3  | 4  | 5  | 6  | 7  | 8  | 9  | 10 | 11 | 12 | 13  | 14 | 15 | 16 | 17  | 18  | 19  | 20  | 21 | 22 | 23  | 24 | 25 | 26  | 27  | 28 | 29 | 30 | 31 | 32 | 33 | 34 | 35 | 36 | 37 | 38 | Totaal |
| ------------------------------------- | -- | --- | -- | -- | -- | -- | -- | -- | -- | -- | -- | -- | --- | -- | -- | -- | --- | --- | --- | --- | -- | -- | --- | -- | -- | --- | --- | -- | -- | -- | -- | -- | -- | -- | -- | -- | -- | -- | ------ |
| Aantal punten per speelronde          | 3  | 0   | 3  | 3  | 0  | 1  | 3  | 0  | 3  | 0  | 1  | 1  | 0   | 3  | 3  | 0  | 1   | 0   | 1   | 3   | 3  | 1  | 3   | 3  | 1  | 0   | 1   | 3  | 3  | 3  | 1  | 0  | 1  | 3  | 0  | 1  | 1  | 3  | 60     |
| Aantal punten na speelronde           | 3  | 3   | 6  | 9  | 9  | 10 | 13 | 13 | 16 | 16 | 17 | 18 | 18  | 21 | 24 | 24 | 25  | 25  | 26  | 29  | 32 | 33 | 36  | 39 | 40 | 40  | 41  | 44 | 47 | 50 | 51 | 51 | 52 | 55 | 55 | 56 | 57 | 60 | 60     |
| Stand na speelronde                   | 9e | 13e | 6e | 4e | 7e | 6e | 6e | 6e | 6e | 9e | 8e | 9e | 11e | 9e | 8e | 8e | 10e | 11e | 11e | 10e | 8e | 9e | 10e | 8e | 8e | 11e | 10e | 8e | 8e | 7e | 8e | 8e | 7e | 7e | 7e | 7e | 8e | 7e | 7e     |
| Aantal doelpunten per speelronde      | 1  | 0   | 1  | 3  | 1  | 0  | 3  | 0  | 2  | 0  | 0  | 2  | 1   | 4  | 1  | 0  | 1   | 0   | 0   | 1   | 3  | 1  | 2   | 1  | 1  | 1   | 1   | 3  | 1  | 4  | 1  | 0  | 0  | 2  | 1  | 1  | 1  | 3  | 48     |
| Aantal tegendoelpunten per speelronde | 0  | 2   | 0  | 2  | 4  | 0  | 2  | 1  | 1  | 1  | 0  | 2  | 2   | 2  | 0  | 4  | 1   | 3   | 0   | 0   | 0  | 1  | 1   | 0  | 1  | 2   | 1   | 0  | 0  | 0  | 1  | 2  | 0  | 1  | 3  | 1  | 1  | 1  | 43     |
| Aantal gele kaarten per speelronde    | 1  | 3   | 1  | 3  | 3  | 0  | 2  | 0  | 2  | 2  | 0  | 2  | 2   | 2  | 0  | 1  | 1   | 1   | 3   | 0   | 0  | 2  | 0   | 4  | 2  | 3   | 3   | 1  | 1  | 1  | 2  | 0  | 3  | 2  | 3  | 1  | 3  | 1  | 61     |

### Statistieken
|                          | Eerste divisie | Totaal    |
| ------------------------ | -------------- | --------- |
| Wedstrijden              | 38 van 38      | 38 van 38 |
| Gewonnen                 | 16 van 38      | 16 van 38 |
| Gelijk                   | 12 van 38      | 12 van 38 |
| Verloren                 | 10 van 38      | 10 van 38 |
| Thuis                    | 19 van 19      | 19 van 19 |
| Uit                      | 19 van 19      | 19 van 19 |
| Gele kaarten             | 61             | 61        |
| Rode kaarten             | 4              | 4         |
| 2 × geel in 1 wedstrijd  | 2              | 2         |
| Aantal wissels toegepast | 104            | 104       |
| Doelpunten voor          | 48             | 48        |
| Doelpunten tegen         | 43             | 43        |
| Doelsaldo                | +5             | +5        |
| De nul gehouden          | 13             | 13        |
| Strafschoppen voor       | 2              | 2         |
| Strafschoppen tegen      | 7              | 7         |

Legenda
- W Wedstrijden
- Doelpunt
- Gele kaart
- 2× gele kaart in 1 wedstrijd
- Rode kaart

| Nat.                 | Spelersnaam         | Eerste divisie | Eerste divisie | Eerste divisie | Eerste divisie | Eerste divisie |  | KNVB beker | KNVB beker | KNVB beker | KNVB beker | KNVB beker |  | Play-offs | Play-offs | Play-offs | Play-offs | Play-offs |  | Totaal | Totaal | Totaal | Totaal | Totaal |
| -------------------- | ------------------- | -------------- | -------------- | -------------- | -------------- | -------------- |  | ---------- | ---------- | ---------- | ---------- | ---------- |  | --------- | --------- | --------- | --------- | --------- |  | ------ | ------ | ------ | ------ | ------ |
| Nat.                 | Spelersnaam         | W              |                |                |                |                |  | W          |            |            |            |            |  | W         |           |           |           |           |  | W      |        |        |        |        |
| Keepers              |                     |                |                |                |                |                |  |            |            |            |            |            |  |           |           |           |           |           |  |        |        |        |        |        |
| Vlag van Finland     | Niki Mäenpää        | 35             | 0              | 0              | 0              | 1              |  | 2          | 0          | 0          | 0          | 0          |  | 4         | 0         | 0         | 0         | 0         |  | 41     | 0      | 0      | 0      | 1      |
| Vlag van Griekenland | Alex Tabakis        | 0              | 0              | 0              | 0              | 0              |  | 0          | 0          | 0          | 0          | 0          |  | 0         | 0         | 0         | 0         | 0         |  | 0      | 0      | 0      | 0      | 0      |
| Vlag van Nederland   | Eric Verstappen     | 0              | 0              | 0              | 0              | 0              |  | 0          | 0          | 0          | 0          | 0          |  | 0         | 0         | 0         | 0         | 0         |  | 0      | 0      | 0      | 0      | 0      |
| Vlag van Nederland   | Danny Wintjens      | 5              | 0              | 1              | 0              | 0              |  | 1          | 0          | 0          | 0          | 0          |  | 0         | 0         | 0         | 0         | 0         |  | 6      | 0      | 1      | 0      | 0      |
| Verdediging          |                     |                |                |                |                |                |  |            |            |            |            |            |  |           |           |           |           |           |  |        |        |        |        |        |
| Vlag van Nederland   | Jeffrey Altheer     | 19             | 1              | 5              | 1              | 0              |  | 1          | 0          | 0          | 0          | 0          |  | 3         | 0         | 0         | 0         | 0         |  | 23     | 1      | 5      | 1      | 0      |
| Vlag van Australië   | Harry Ascroft       | 0              | 0              | 0              | 0              | 0              |  | 0          | 0          | 0          | 0          | 0          |  | 0         | 0         | 0         | 0         | 0         |  | 0      | 0      | 0      | 0      | 0      |
| Vlag van Nederland   | Pim Balkestein      | 24             | 1              | 1              | 0              | 0              |  | 2          | 0          | 0          | 0          | 0          |  | 3         | 0         | 1         | 0         | 0         |  | 29     | 1      | 2      | 0      | 0      |
| Vlag van Nederland   | Robin Buwalda       | 25             | 0              | 2              | 0              | 1              |  | 3          | 0          | 0          | 0          | 0          |  | 4         | 0         | 0         | 0         | 0         |  | 32     | 0      | 2      | 0      | 1      |
| Vlag van Nederland   | Dylan Donkers       | 4              | 1              | 0              | 0              | 0              |  | 0          | 0          | 0          | 0          | 0          |  | 1         | 0         | 0         | 0         | 0         |  | 5      | 1      | 0      | 0      | 0      |
| Vlag van Nederland   | Niels Fleuren       | 29             | 0              | 5              | 0              | 0              |  | 3          | 0          | 0          | 0          | 0          |  | 4         | 0         | 0         | 0         | 0         |  | 36     | 0      | 5      | 0      | 0      |
| Vlag van Nederland   | Guus Joppen         | 36             | 3              | 5              | 0              | 0              |  | 3          | 0          | 0          | 0          | 0          |  | 4         | 0         | 0         | 0         | 0         |  | 43     | 3      | 5      | 0      | 0      |
| Vlag van Letland     | Vitālijs Maksimenko | 21             | 0              | 0              | 0              | 0              |  | 1          | 0          | 0          | 0          | 0          |  | 0         | 0         | 0         | 0         | 0         |  | 22     | 0      | 0      | 0      | 0      |
| Vlag van Nederland   | Jerold Promes       | 31             | 2              | 3              | 0              | 2              |  | 2          | 0          | 0          | 0          | 0          |  | 4         | 0         | 0         | 0         | 0         |  | 37     | 2      | 3      | 0      | 2      |
| Vlag van Nederland   | Joeri Schroijen     | 8              | 0              | 0              | 0              | 0              |  | 1          | 0          | 0          | 0          | 0          |  | 0         | 0         | 0         | 0         | 0         |  | 9      | 0      | 0      | 0      | 0      |
| Vlag van Nederland   | Beau Vilters        | 0              | 0              | 0              | 0              | 0              |  | 0          | 0          | 0          | 0          | 0          |  | 0         | 0         | 0         | 0         | 0         |  | 0      | 0      | 0      | 0      | 0      |
| Middenveld           |                     |                |                |                |                |                |  |            |            |            |            |            |  |           |           |           |           |           |  |        |        |        |        |        |
| Vlag van Nederland   | Dyon Gijzen         | 11             | 1              | 1              | 0              | 0              |  | 2          | 0          | 0          | 0          | 0          |  | 1         | 0         | 0         | 0         | 0         |  | 14     | 1      | 1      | 0      | 0      |
| Vlag van Nederland   | Quin Kruijsen       | 19             | 0              | 3              | 0              | 0              |  | 2          | 0          | 0          | 0          | 0          |  | 3         | 0         | 0         | 0         | 0         |  | 24     | 0      | 3      | 0      | 0      |
| Vlag van Nederland   | Gianluca Nijholt    | 17             | 2              | 5              | 0              | 0              |  | 0          | 0          | 0          | 0          | 0          |  | 4         | 0         | 1         | 0         | 0         |  | 21     | 2      | 6      | 0      | 0      |
| Vlag van Japan       | Yuki Otsu           | 8              | 1              | 0              | 0              | 0              |  | 1          | 0          | 0          | 0          | 0          |  | 0         | 0         | 0         | 0         | 0         |  | 9      | 1      | 0      | 0      | 0      |
| Vlag van Nederland   | Danny Post          | 32             | 2              | 8              | 0              | 0              |  | 2          | 0          | 0          | 0          | 0          |  | 3         | 0         | 2         | 0         | 0         |  | 37     | 2      | 10     | 0      | 0      |
| Vlag van Turkije     | Selman Sevinç       | 14             | 0              | 2              | 0              | 0              |  | 2          | 0          | 0          | 0          | 0          |  | 0         | 0         | 0         | 0         | 0         |  | 16     | 0      | 2      | 0      | 0      |
| Vlag van Nederland   | Ramon Voorn         | 15             | 0              | 4              | 0              | 0              |  | 0          | 0          | 0          | 0          | 0          |  | 4         | 0         | 2         | 0         | 0         |  | 19     | 0      | 6      | 0      | 0      |
| Aanval               |                     |                |                |                |                |                |  |            |            |            |            |            |  |           |           |           |           |           |  |        |        |        |        |        |
| Vlag van Australië   | Travis Cooper       | 0              | 0              | 0              | 0              | 0              |  | 0          | 0          | 0          | 0          | 0          |  | 0         | 0         | 0         | 0         | 0         |  | 0      | 0      | 0      | 0      | 0      |
| Vlag van Nederland   | Vito van Crooij     | 31             | 3              | 5              | 1              | 0              |  | 3          | 1          | 0          | 0          | 0          |  | 4         | 0         | 1         | 0         | 0         |  | 38     | 4      | 6      | 1      | 0      |
| Vlag van Engeland    | Medy Elito          | 28             | 0              | 1              | 0              | 0              |  | 3          | 0          | 0          | 0          | 0          |  | 0         | 0         | 0         | 0         | 0         |  | 31     | 0      | 1      | 0      | 0      |
| Vlag van Nederland   | Bas Hendriks        | 0              | 0              | 0              | 0              | 0              |  | 0          | 0          | 0          | 0          | 0          |  | 0         | 0         | 0         | 0         | 0         |  | 0      | 0      | 0      | 0      | 0      |
| Vlag van Marokko     | Aziz Khalouta       | 34             | 10             | 3              | 0              | 0              |  | 1          | 0          | 0          | 0          | 0          |  | 0         | 0         | 0         | 0         | 0         |  | 35     | 10     | 3      | 0      | 0      |
| Vlag van Nigeria     | Uche Nwofor         | 3              | 0              | 0              | 0              | 0              |  | 0          | 0          | 0          | 0          | 0          |  | 0         | 0         | 0         | 0         | 0         |  | 3      | 0      | 0      | 0      | 0      |
| Vlag van Nederland   | Melvin Platje       | 33             | 15             | 3              | 0              | 0              |  | 2          | 1          | 0          | 0          | 0          |  | 4         | 1         | 0         | 0         | 0         |  | 39     | 17     | 3      | 0      | 0      |
| Vlag van Nederland   | Shaquille Simmons   | 5              | 0              | 0              | 0              | 0              |  | 2          | 0          | 0          | 0          | 0          |  | 0         | 0         | 0         | 0         | 0         |  | 7      | 0      | 0      | 0      | 0      |
| Vlag van Nederland   | Randy Wolters       | 35             | 6              | 4              | 0              | 0              |  | 3          | 0          | 1          | 0          | 0          |  | 4         | 1         | 1         | 0         | 0         |  | 42     | 7      | 6      | 0      | 0      |
| Nat.                 | Spelersnaam         | W              |                |                |                |                |  | W          |            |            |            |            |  | W         |           |           |           |           |  | W      |        |        |        |        |
| Nat.                 | Spelersnaam         | Eerste divisie | Eerste divisie | Eerste divisie | Eerste divisie | Eerste divisie |  | KNVB beker | KNVB beker | KNVB beker | KNVB beker | KNVB beker |  | Play-offs | Play-offs | Play-offs | Play-offs | Play-offs |  | Totaal | Totaal | Totaal | Totaal | Totaal |

### Topscorers 2014/2015
| Nr.    | Naam             | Goal |
| ------ | ---------------- | ---- |
| 1.     | Melvin Platje    | 15   |
| 2.     | Aziz Khalouta    | 10   |
| 3.     | Randy Wolters    | 6    |
| 4.     | Vito van Crooij  | 3    |
|        | Guus Joppen      | 3    |
| 6.     | Danny Post       | 2    |
|        | Gianluca Nijholt | 2    |
|        | Jerold Promes    | 2    |
| 9.     | Dyon Gijzen      | 1    |
|        | Yuki Otsu        | 1    |
|        | Pim Balkestein   | 1    |
|        | Jeffrey Altheer  | 1    |
|        | Dylan Donkers    | 1    |
| Totaal | Totaal           | 48   |

| Nr.    | Naam          | Goal |
| ------ | ------------- | ---- |
| 1.     | Randy Wolters | 1    |
|        | Melvin Platje | 1    |
| Totaal | Totaal        | 2    |

| Nr.    | Naam            | Goal |
| ------ | --------------- | ---- |
| 1.     | Vito van Crooij | 1    |
|        | Melvin Platje   | 1    |
| Totaal | Totaal          | 2    |

| Nr.    | Naam              | Goal |
| ------ | ----------------- | ---- |
| 1.     | Aziz Khalouta     | 7    |
| 2.     | Vito van Crooij   | 2    |
|        | Travis Cooper     | 2    |
|        | Shaquille Simmons | 2    |
|        | Yuki Otsu         | 2    |
|        | Dyon Gijzen       | 2    |
| 7.     | Bruno Duarte      | 1    |
|        | Randy Wolters     | 1    |
|        | Selman Sevinç     | 1    |
|        | Jerold Promes     | 1    |
|        | Pim Balkestein    | 1    |
| Totaal | Totaal            | 22   |

Achilles '29 ·
Jong Ajax ·
Almere City FC ·
FC Den Bosch ·
FC Eindhoven ·
FC Emmen ·
Fortuna Sittard ·
De Graafschap ·
Helmond Sport ·
MVV Maastricht ·
N.E.C. ·
FC Oss ·
Jong PSV ·
RKC Waalwijk ·
Roda JC Kerkrade ·
Sparta Rotterdam ·
Telstar ·
Jong FC Twente ·
VVV-Venlo ·
FC Volendam